# Rétromobile 2022
Édition du salon Rétromobile par année
- 2018
- 2019
- 2020
- 2021
- 2022
- 2023
- 2024
- 2025
- 2026

Rétromobile 2022 est la 46e édition du salon Rétromobile consacré aux voitures anciennes et à l’ensemble des thèmes de la voiture de collection. Il se tient au Parc des expositions de la Porte de Versailles à Paris, en France.

## Présentation
Cette année, le salon s'expose dans les pavillons 7.2 et 7.3 du Parc des expositions de Paris.

### Dates et fréquentation
La 46e édition du salon est initialement programmée du 2 au 6 février 2022, puis reportée du 16 au 20 mars 2022. 100 000 visiteurs ont visités le salon en 2022.

## Anniversaire et hommage

### Renault 5

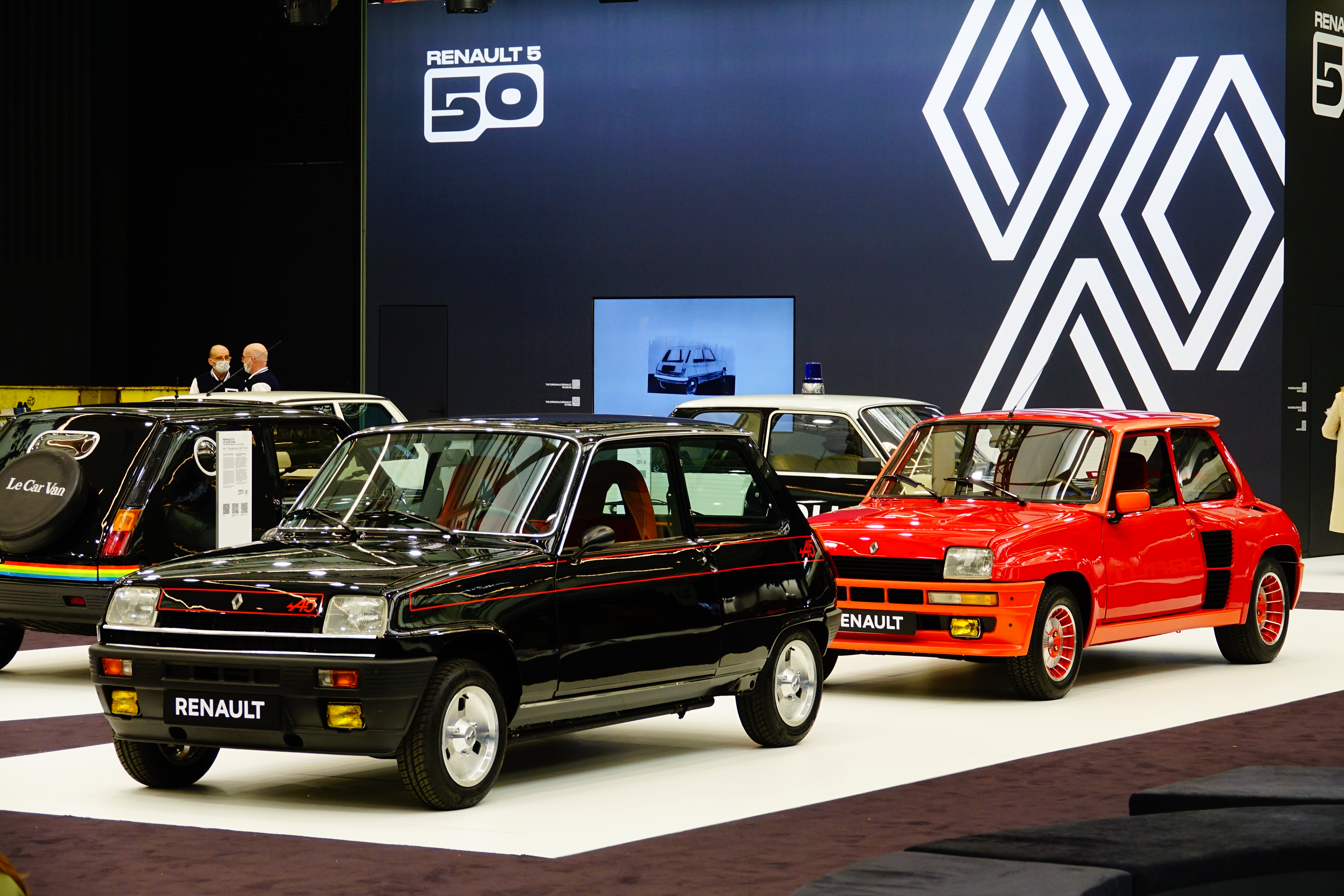
50 ans de la Renault 5

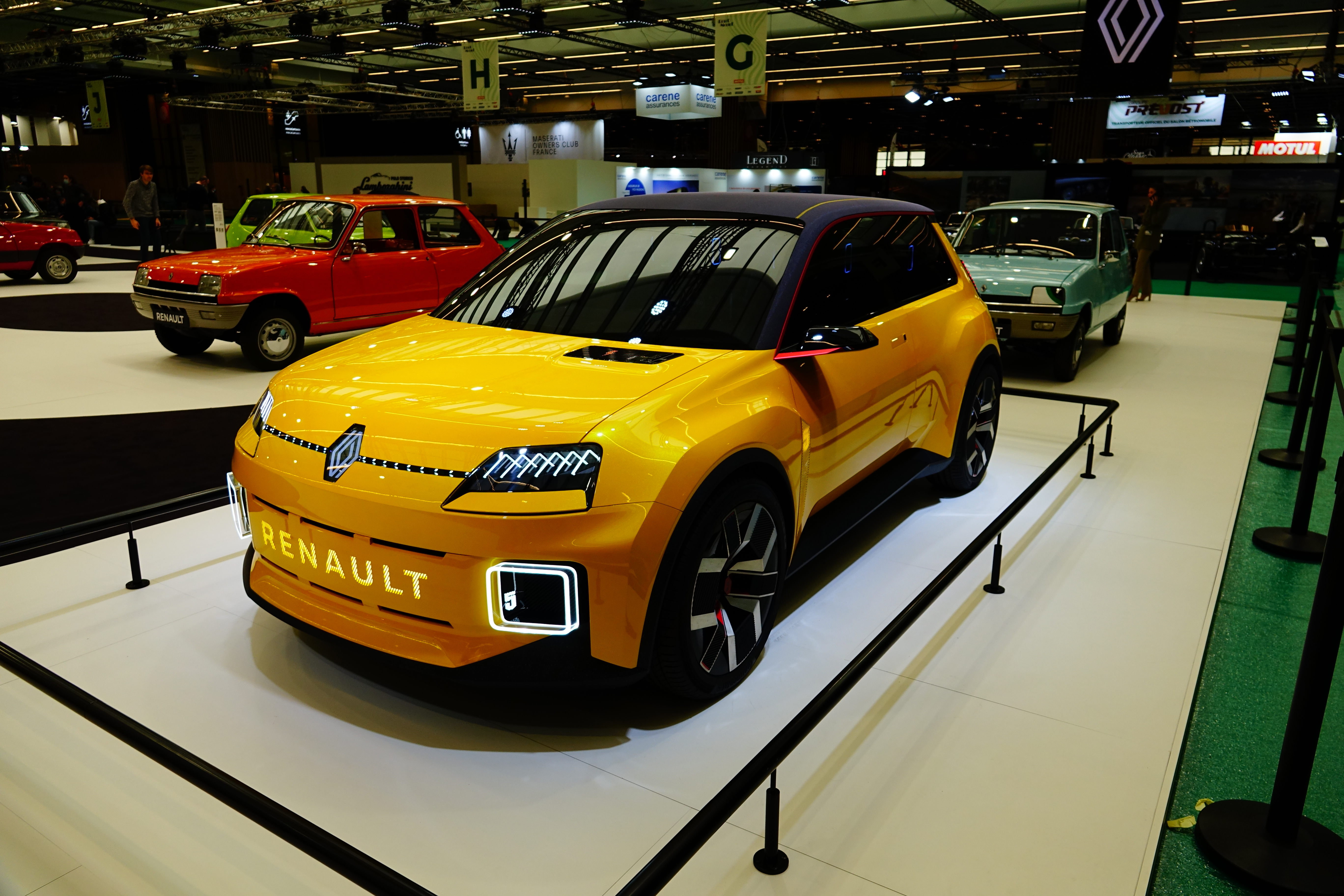
Renault 5 Prototype

En 2022, Rétromobile célèbre les 50 ans de la Renault 5, avec l'exposition de la Renault 5 Prototype, concept car annonçant un modèle de série électrique en 2023, inspiré par la Renault 5.
Plusieurs modèles de R5 sont aussi exposés sur le stand Renault :

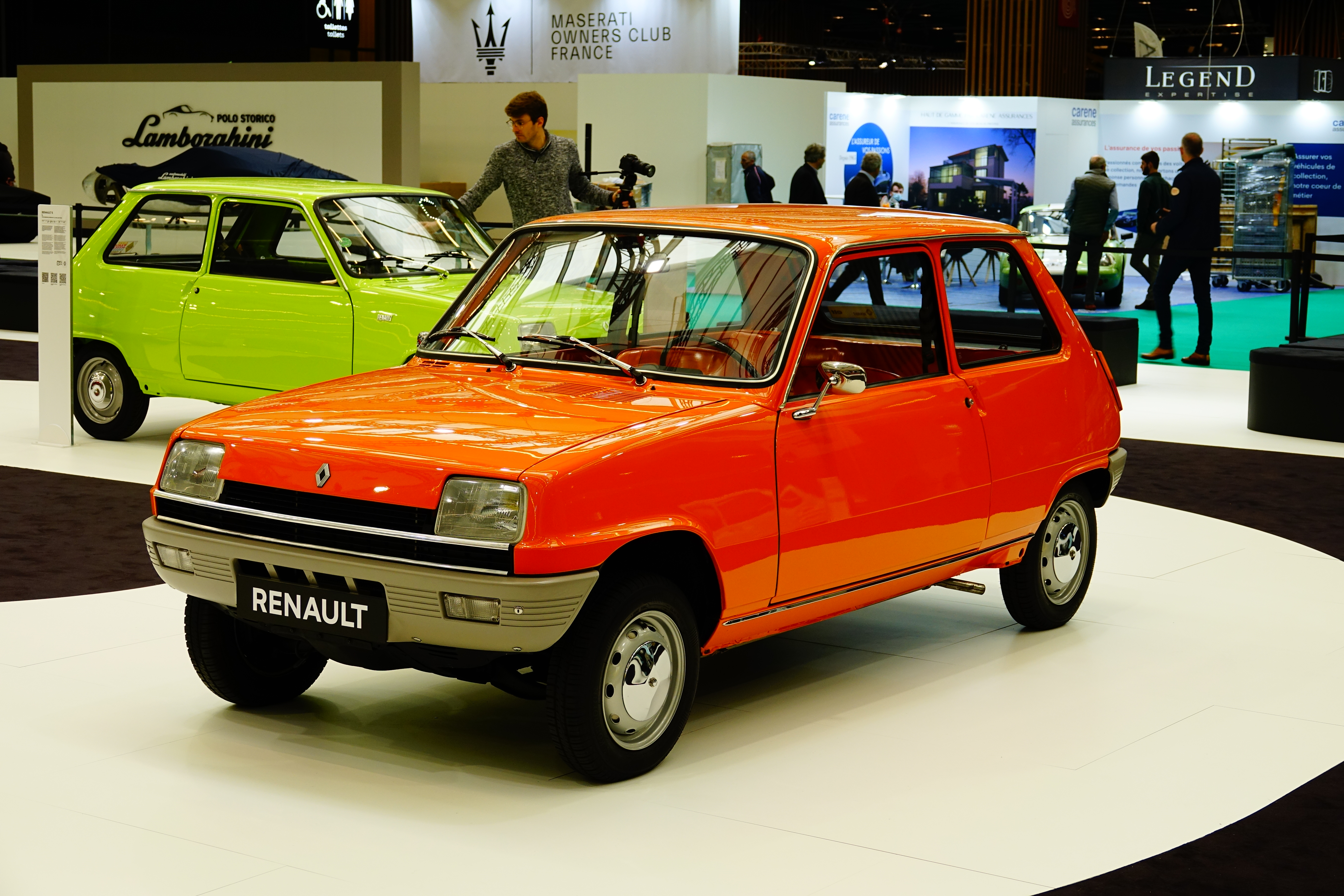
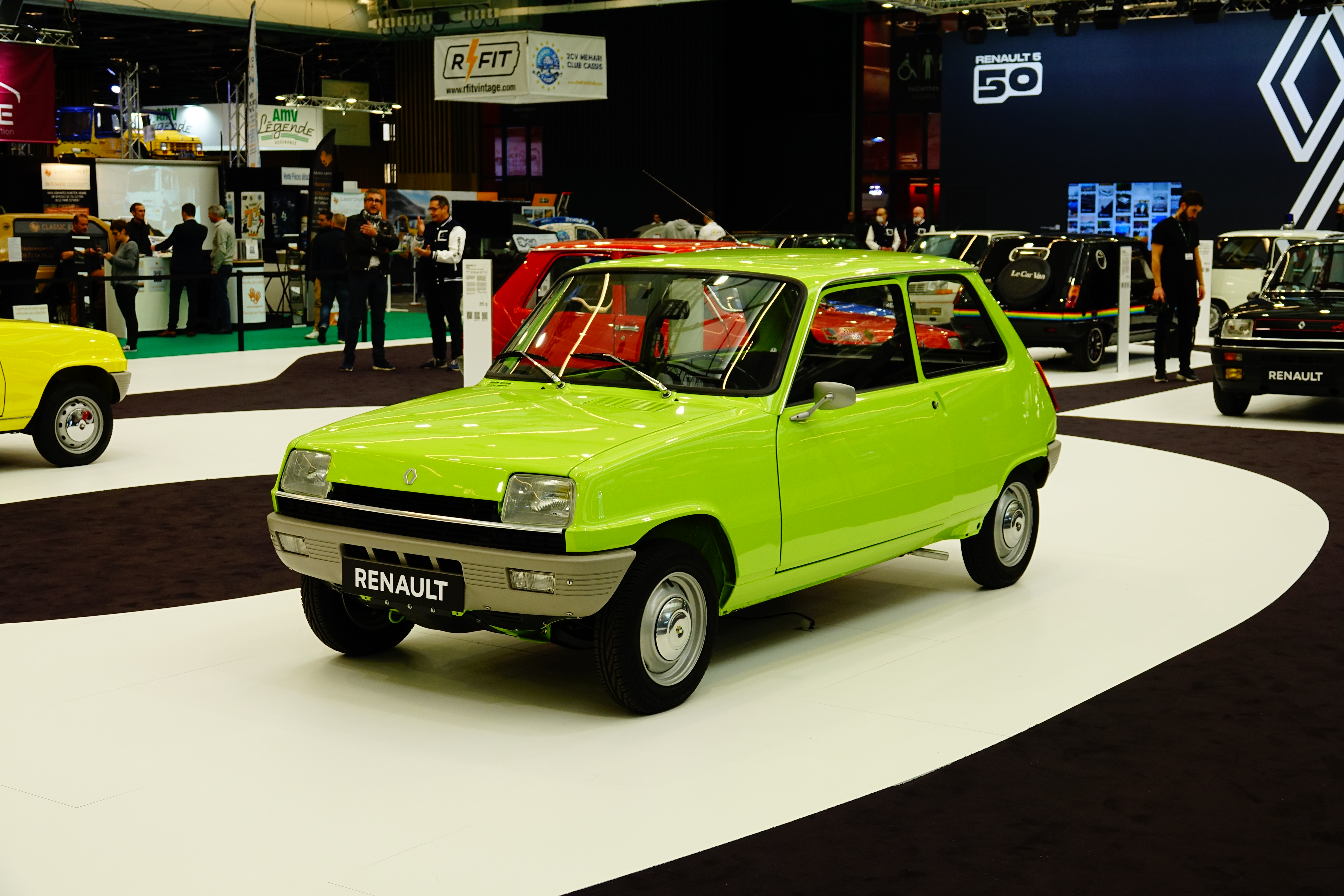
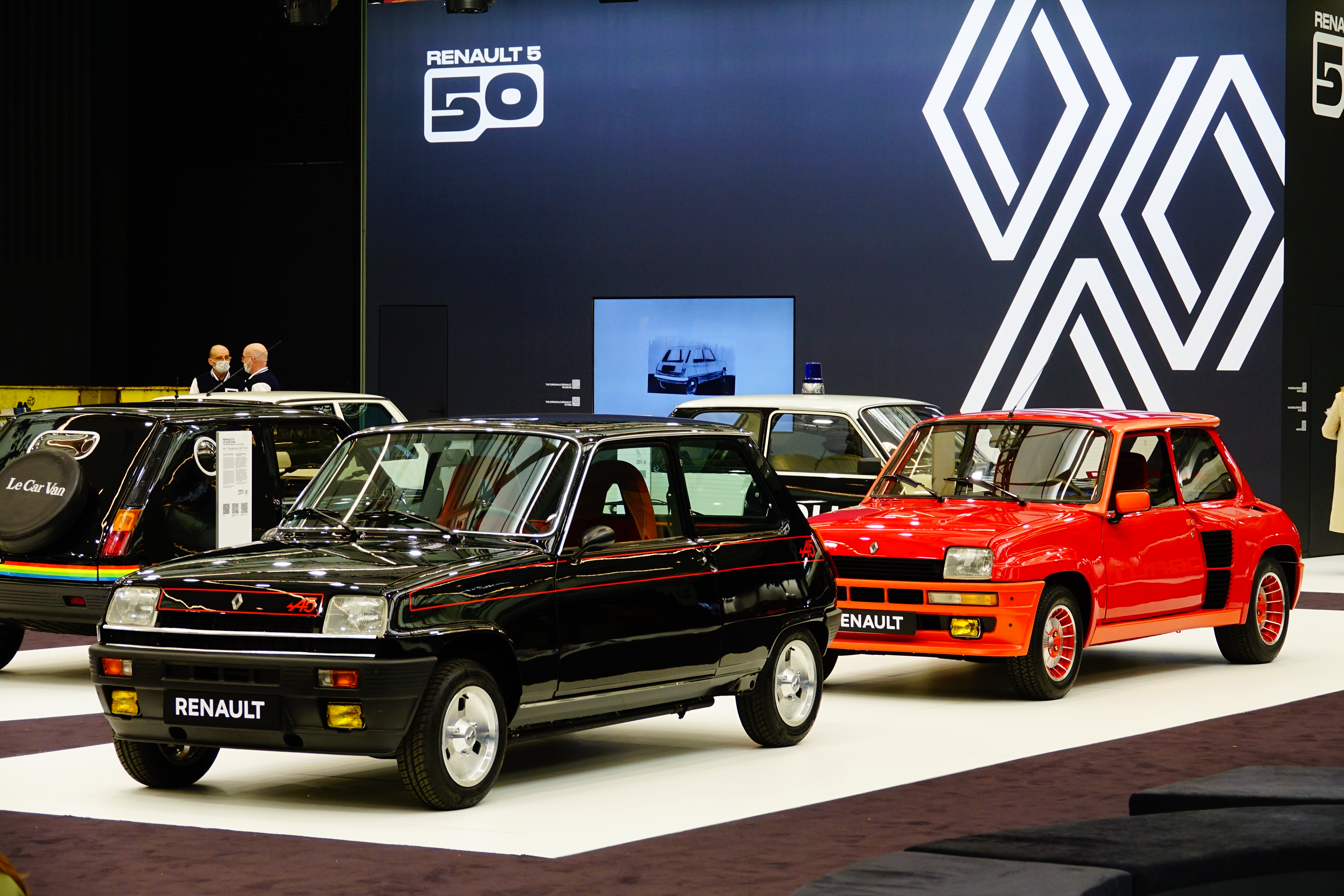
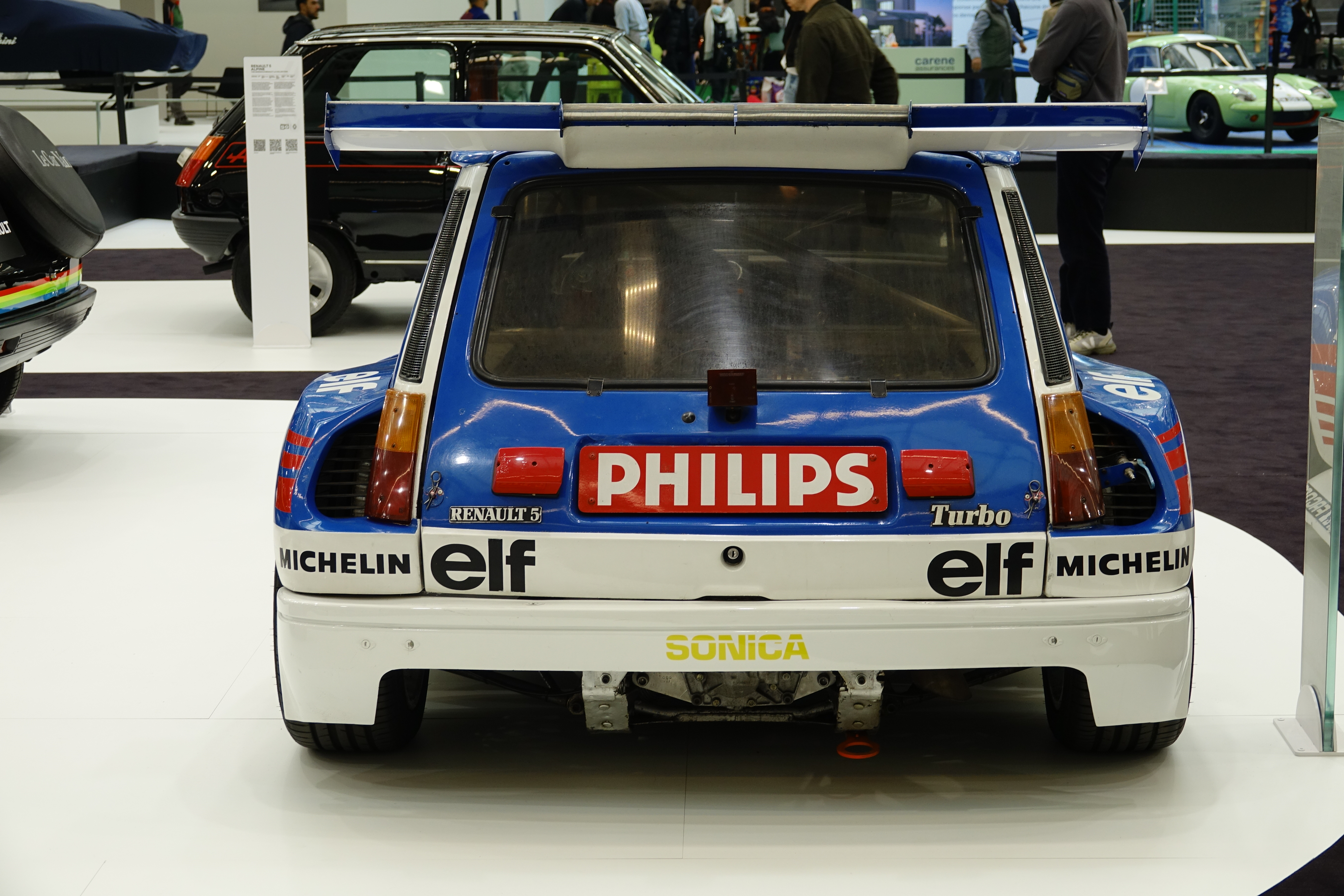
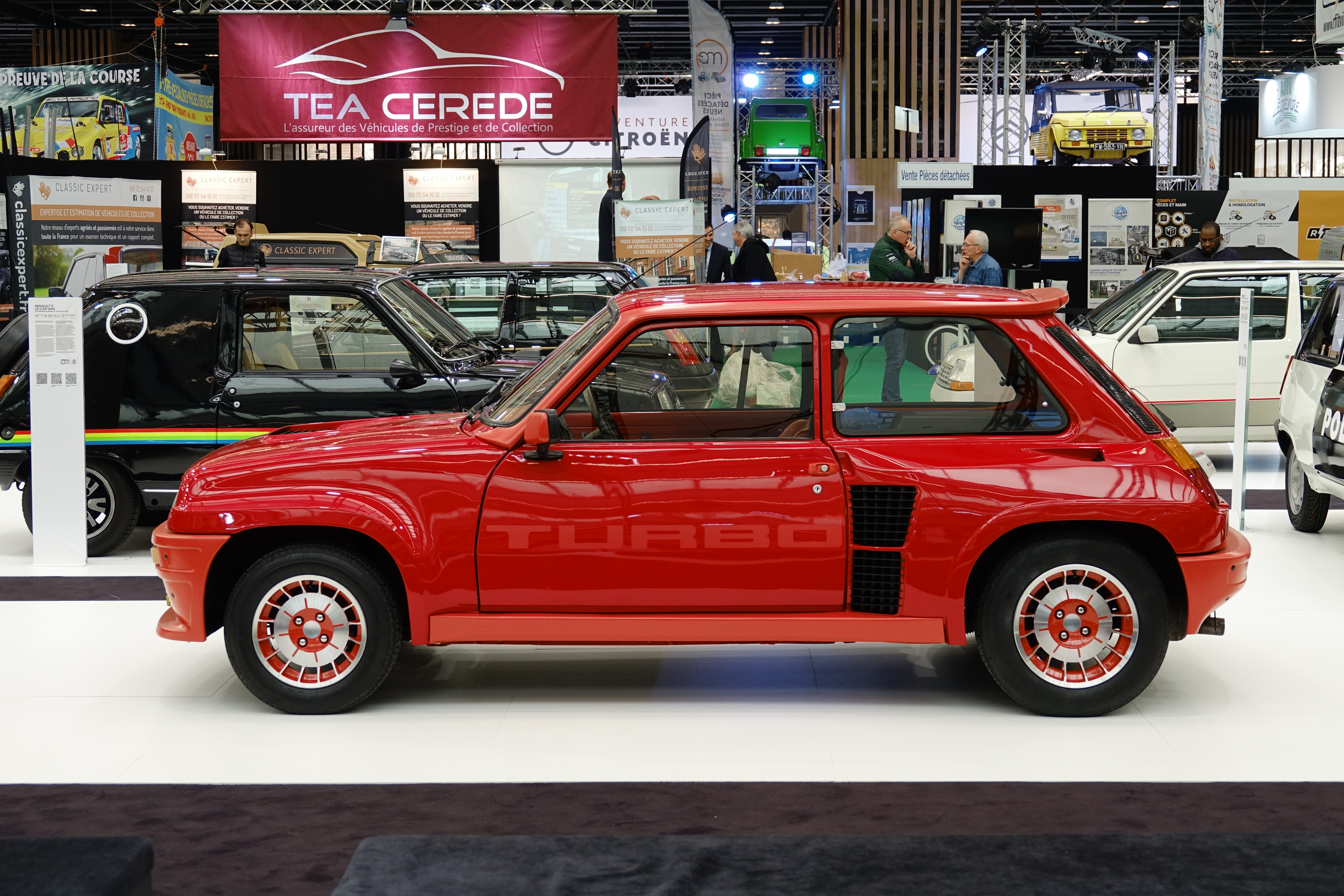

### Hommage à Gordini

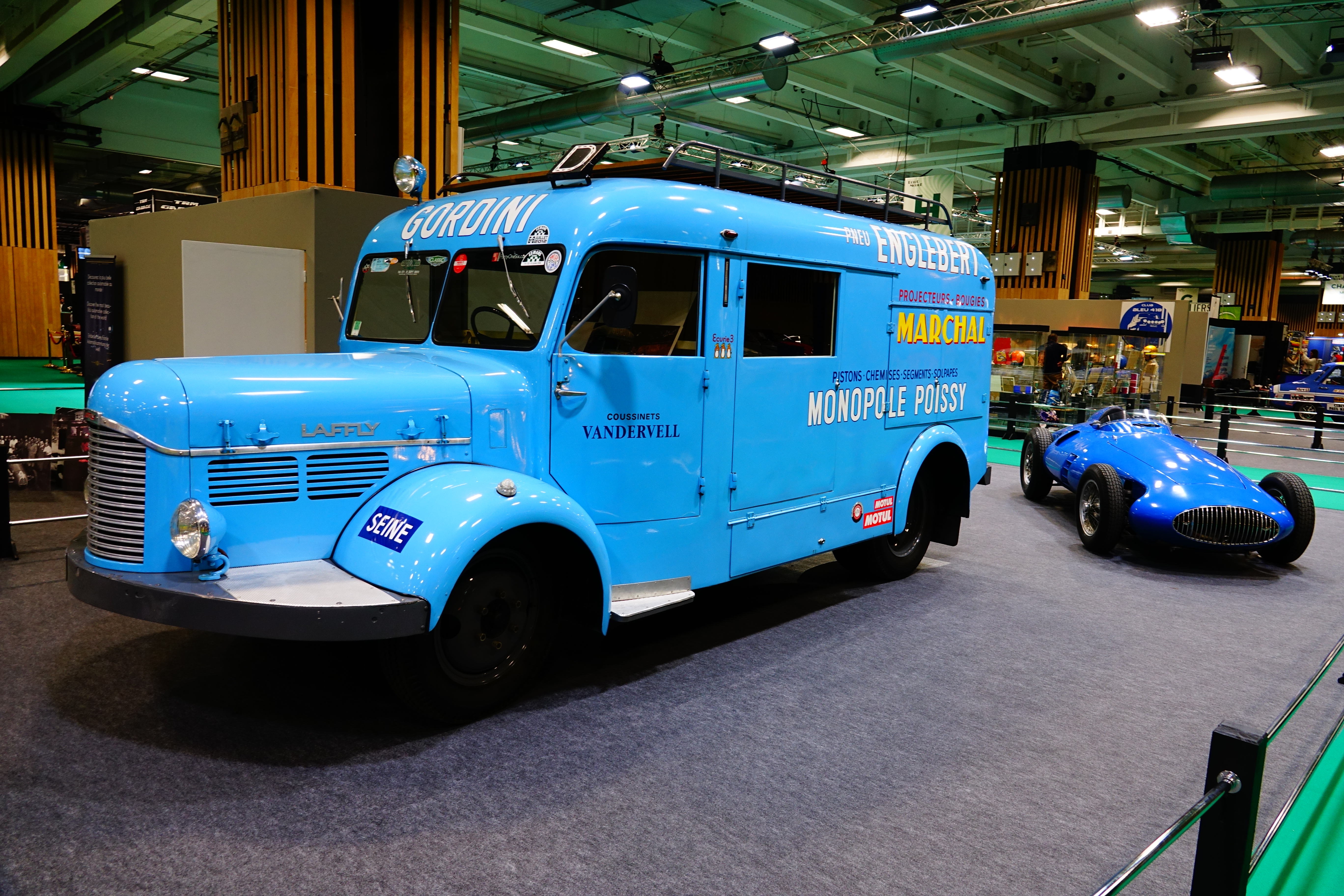
Camion de l'équipe Gordini

Le salon 2022 présente une exposition hommage à Amédée Gordini, fondateur en 1946 du constructeur automobile Gordini, où sont exposés certains des modèles historiques de la marque ou préparés par celui-ci telles que :
- une Gordini Type 24S de 1953 ;
- une Gordini Type 16/24 de 1952/54 ;
- une Formule 1 à moteur L6 ;
- une Gordini Type 31S de 1954 ;
- une Gordini Type 32 de 1956 ;
- et plus étonnant un camion Lancia badgée Gordini pour le transport des équipes de courses[5].

Hommage à Gordini
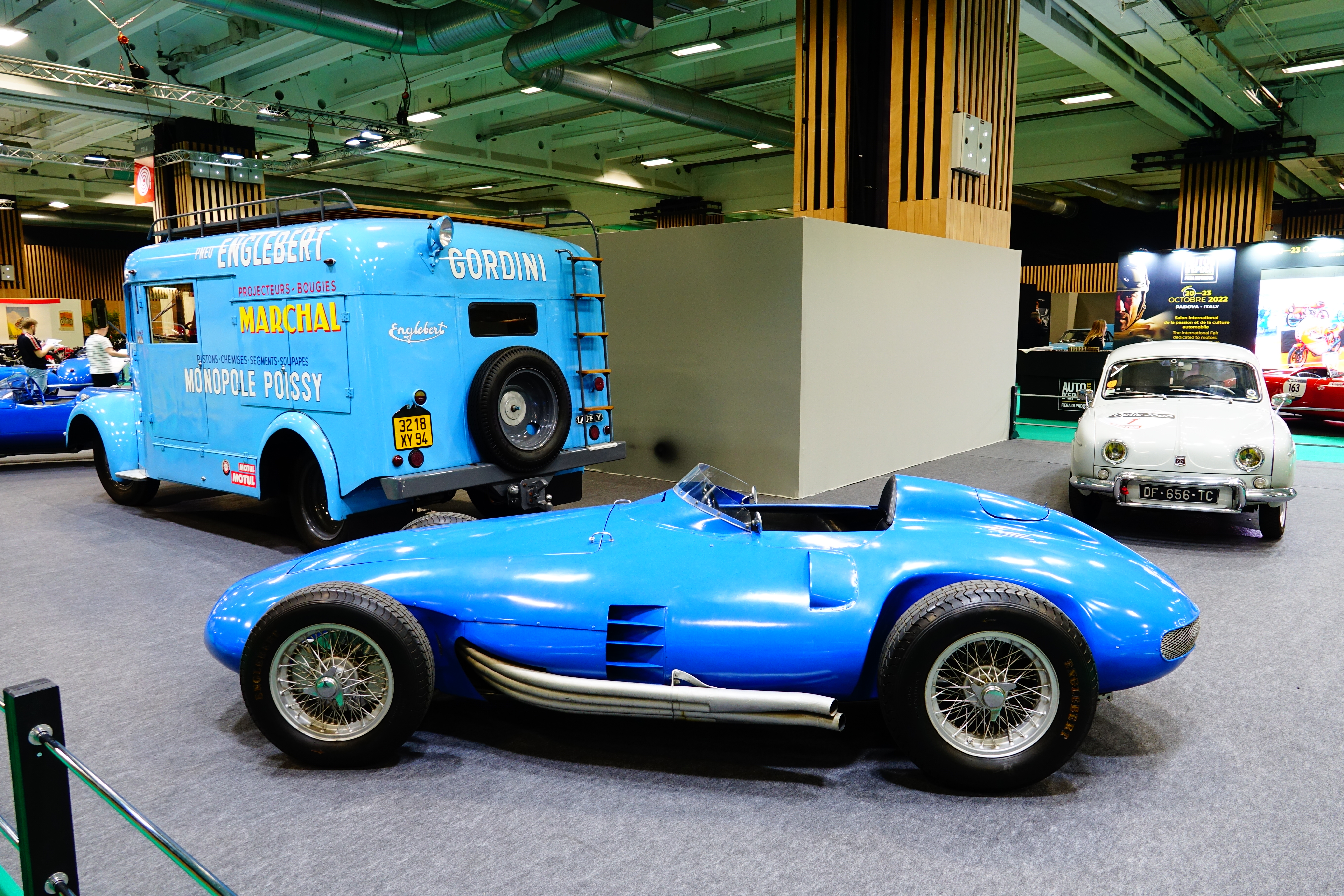
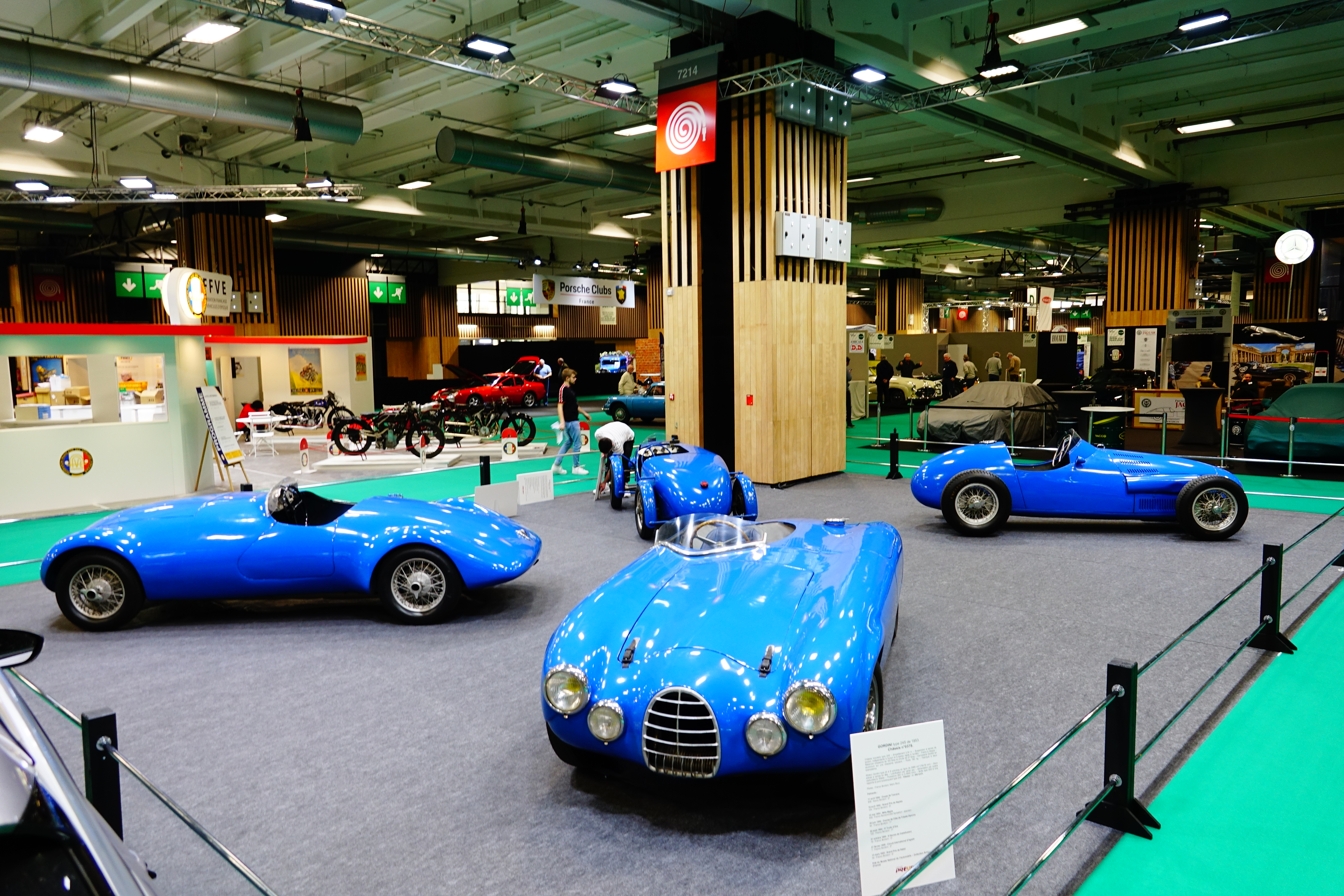

## Expositions

### Devalliet
Le nouveau constructeur français Devalliet expose la Mugello 375S produite à 15 exemplaires en 2022.

Devalliet Mugello 375S
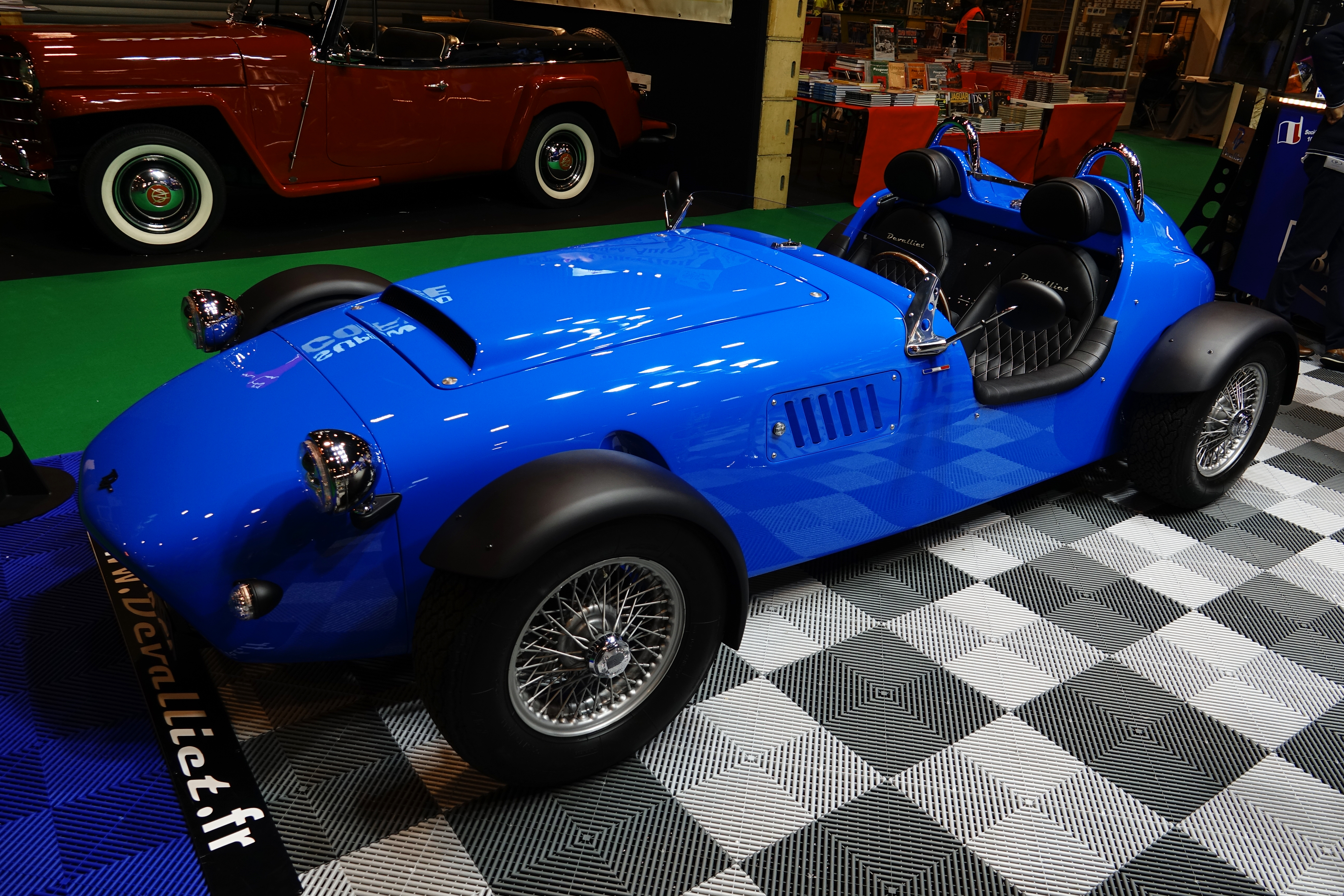
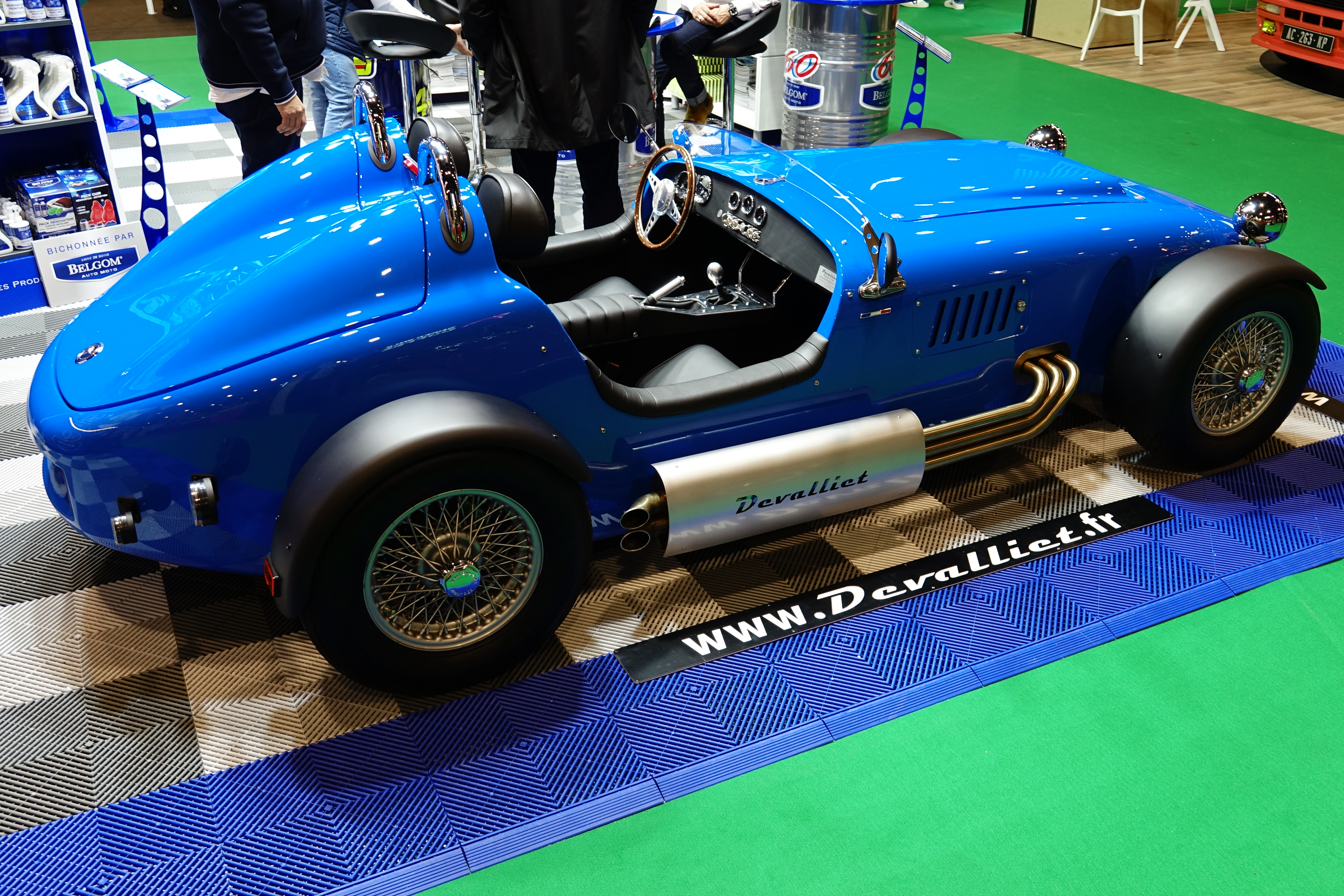
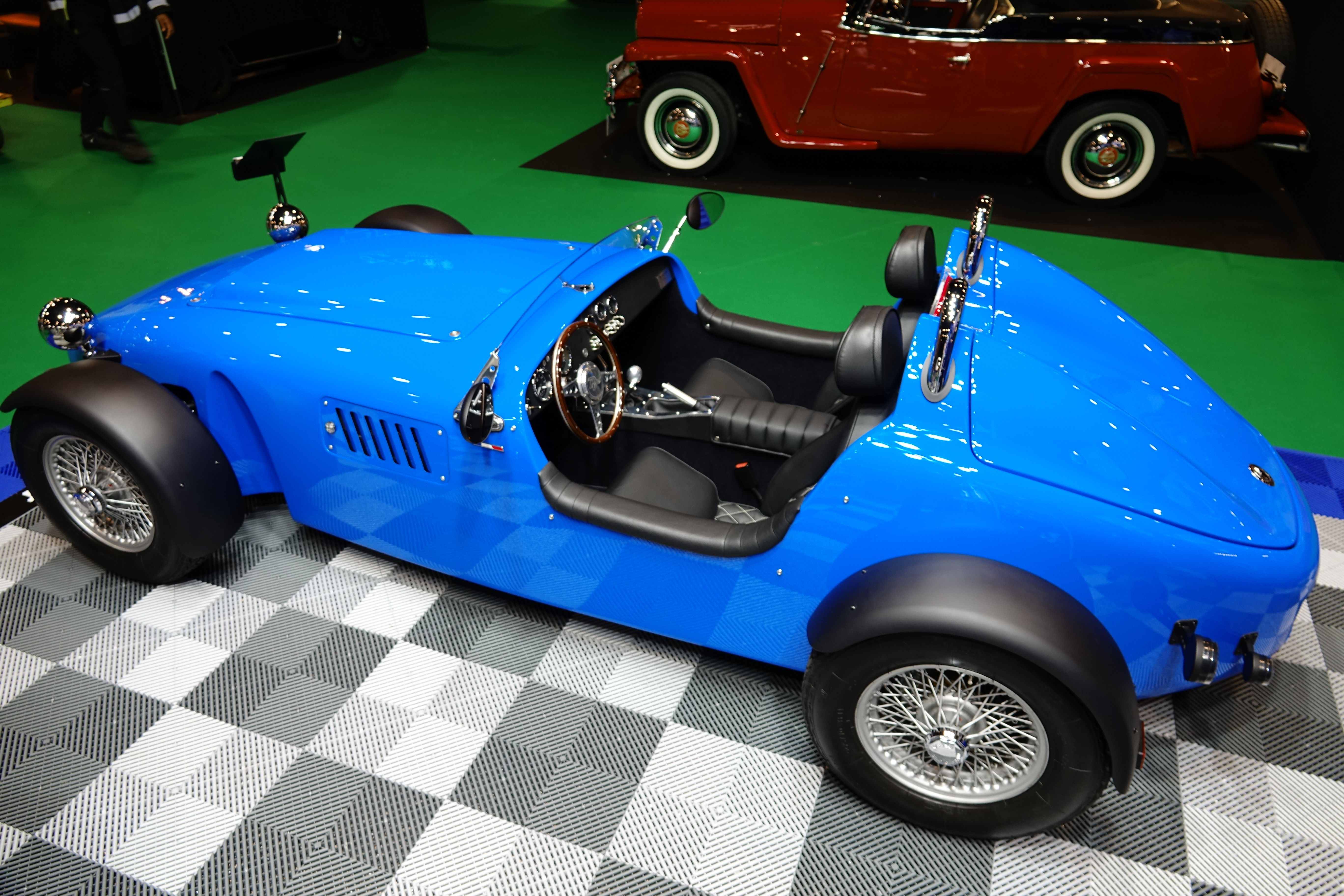
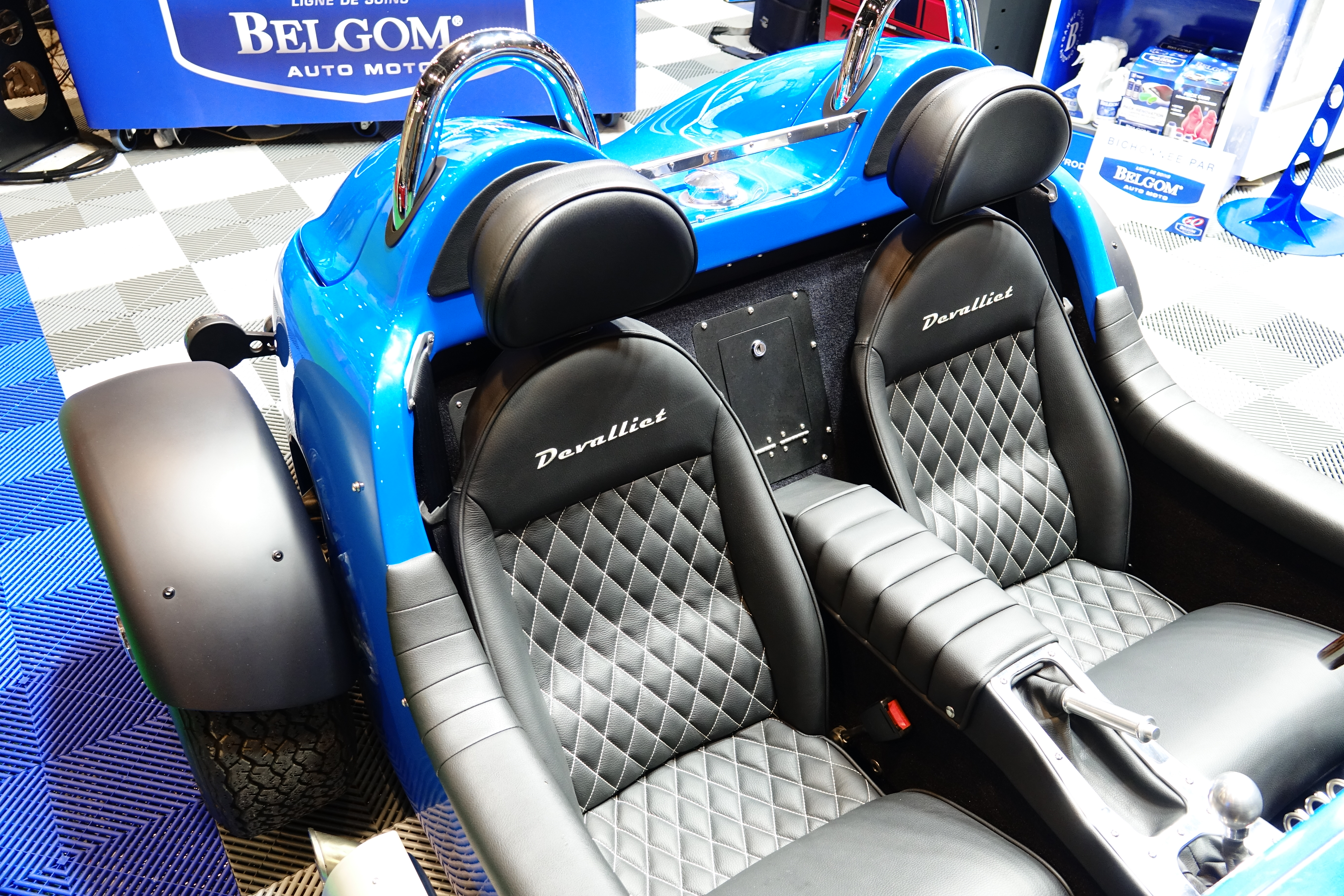

### Citroën
Citroën expose son dernier modèle la Citroën C5 X, ainsi que le concept car Citroën My Ami Buggy Concept de 2021.

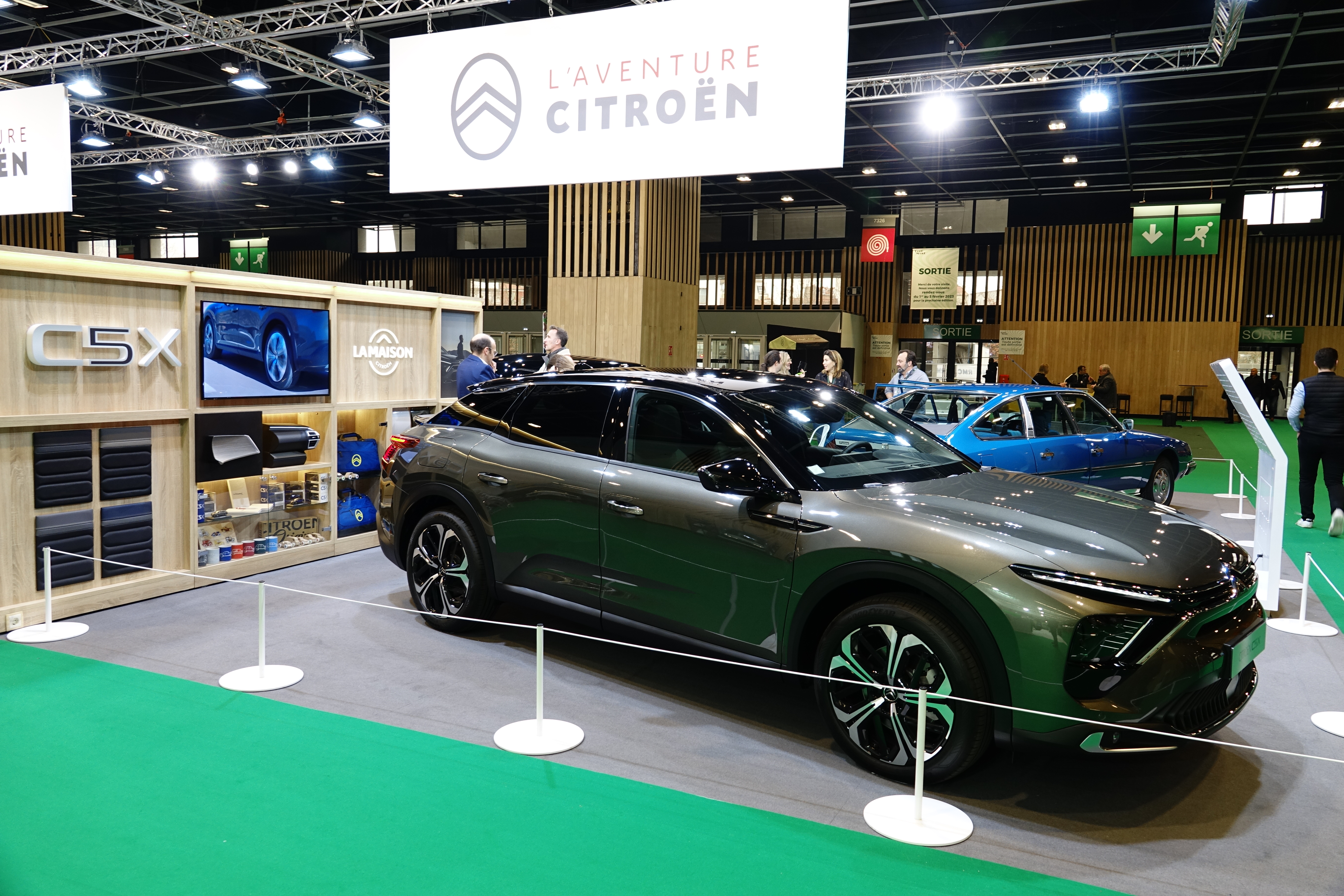
C5 X
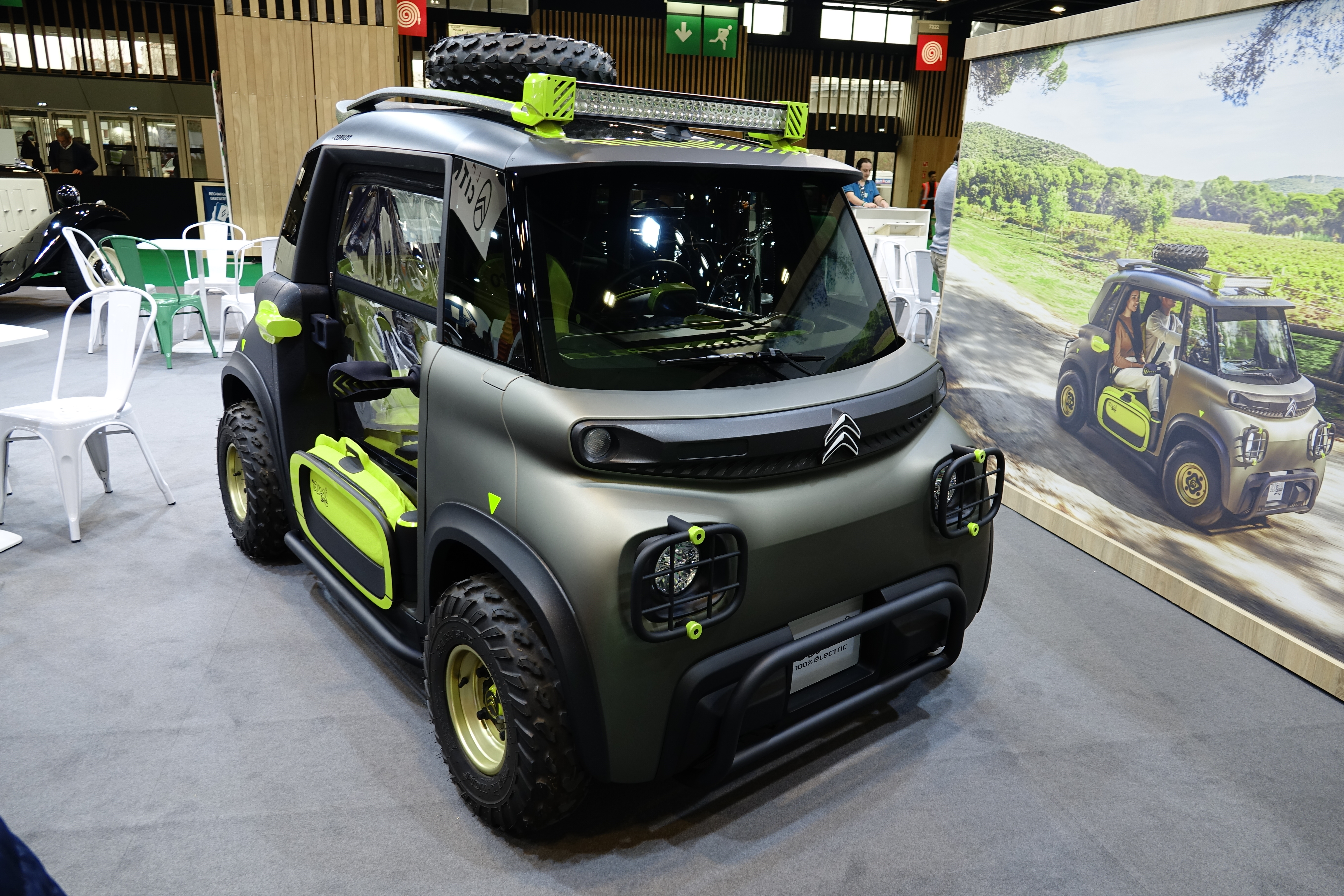
My Ami Buggy Concept

### Lamborghini

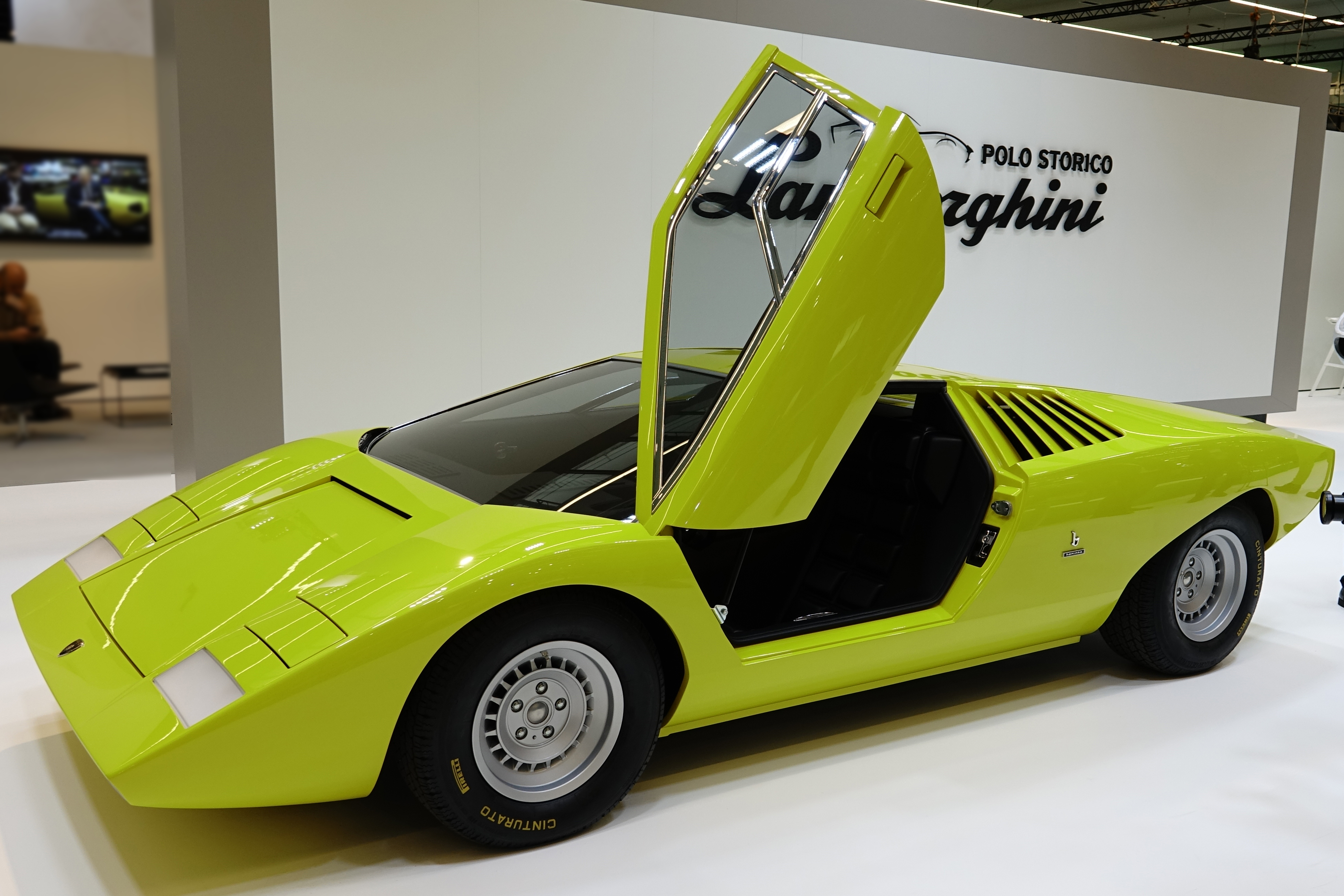
Lamborghini Countach LP 500

Le constructeur italien au taureau présente une reproduction du prototype Lamborghini Countach LP 500 présenté au salon international de l'automobile de Genève 1971, réalisé par la division Polo Storico de Lamborghini, et financé par un riche collectionneur.

### Les blindés
Le Musée des Blindés de Saumur expose le char de la Seconde Guerre mondiale Panther.

Les blindés
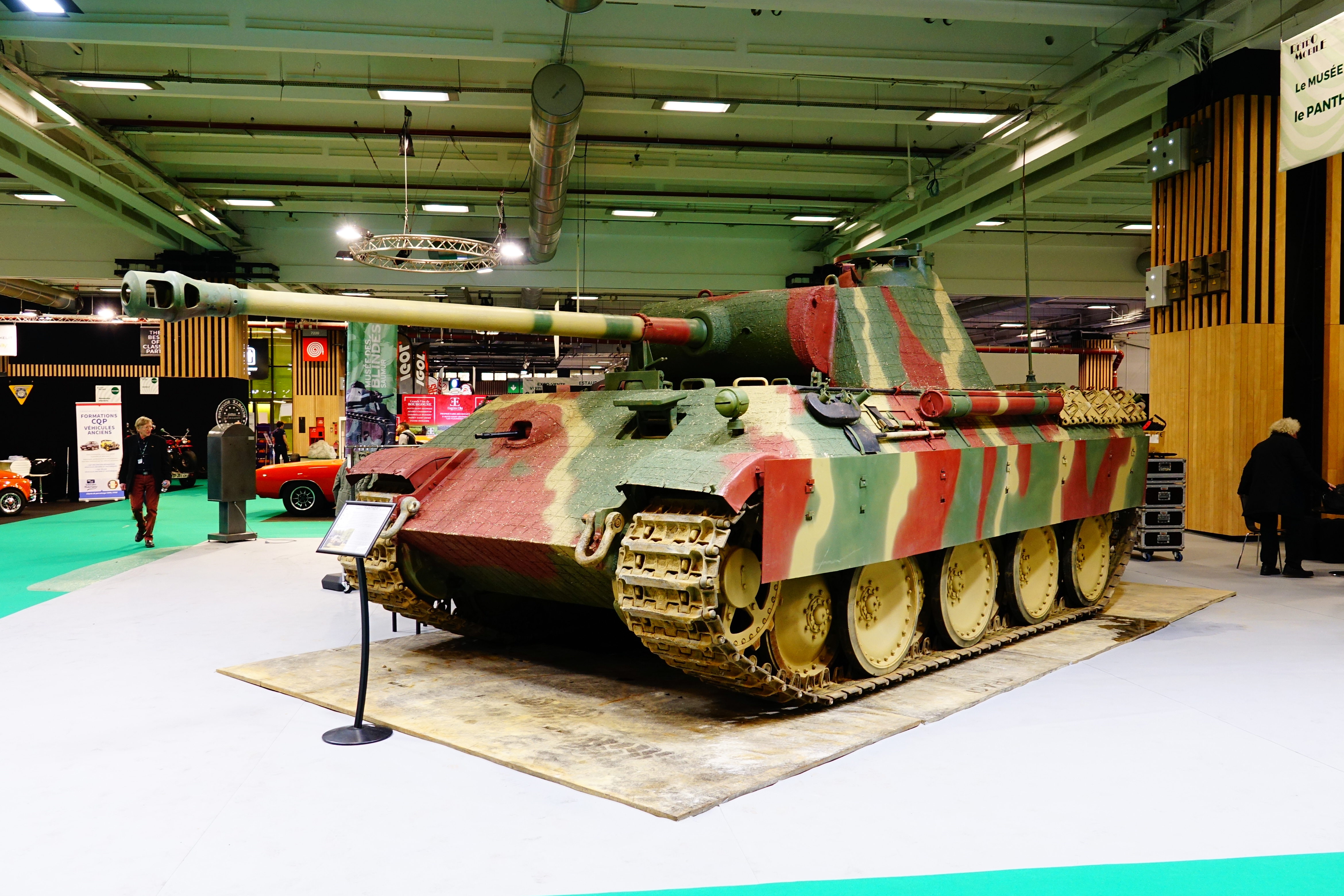
Panther
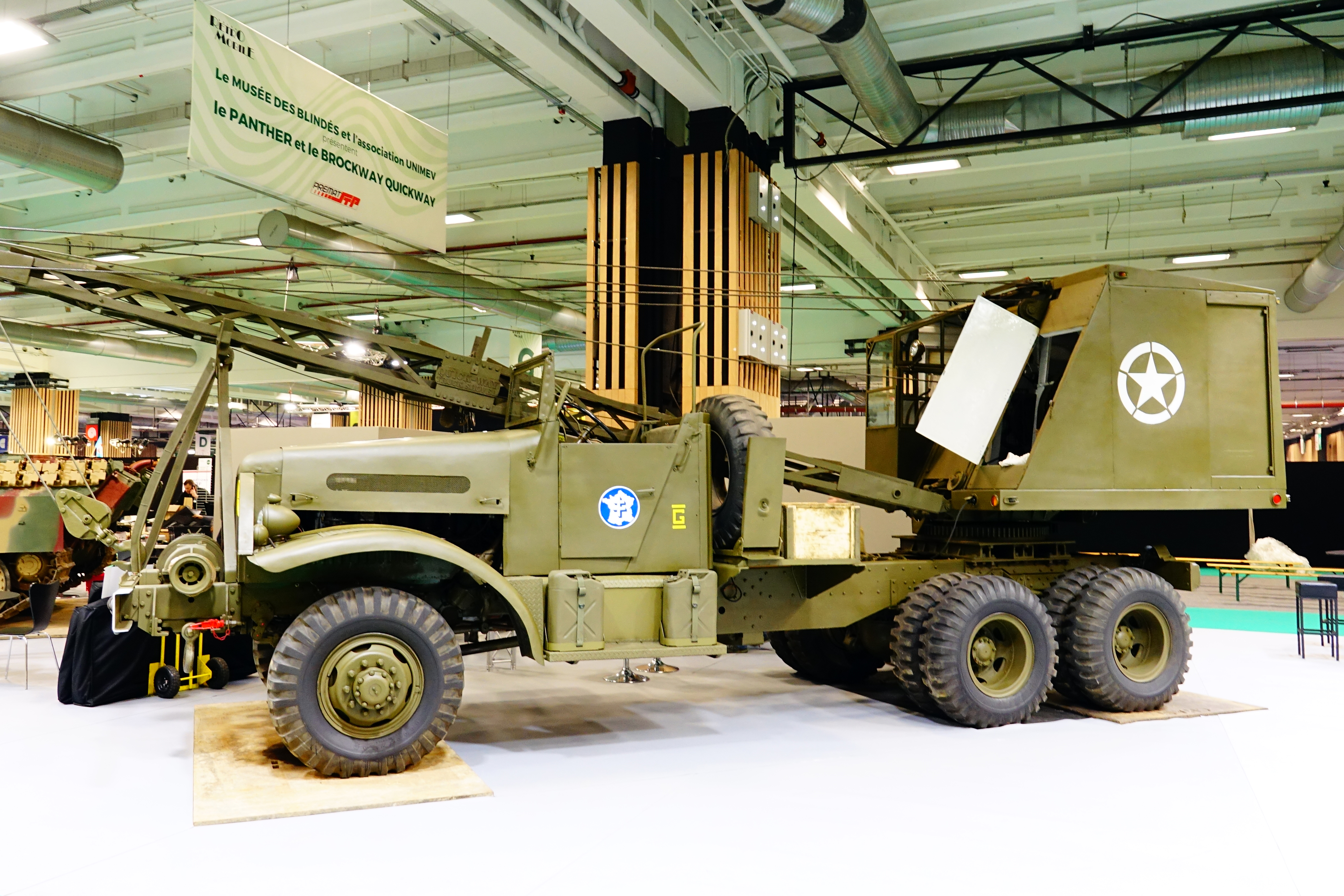
Brockway Quickway
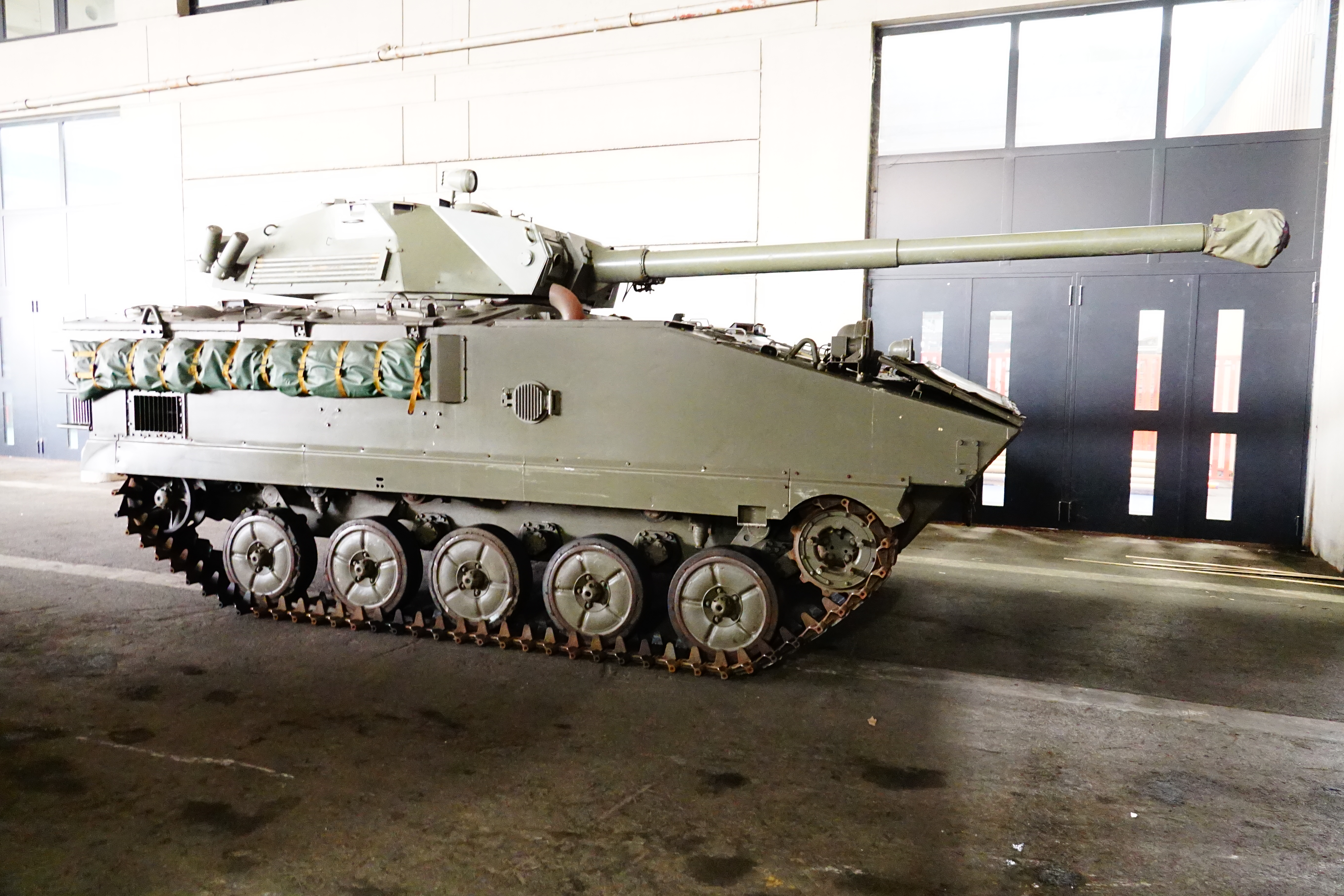
Le Char AMX-10 Pac 90 en démonstration

### Les véhicules de la Gendarmerie
La Gendarmerie expose certains modèles de ses véhicules d'intervention, dont une Matra-Bonnet Djet 5S, une Renault Estafette, une Alpine A310 V6 ou une plus récente Renault Mégane III RS.

## Ventes aux enchères

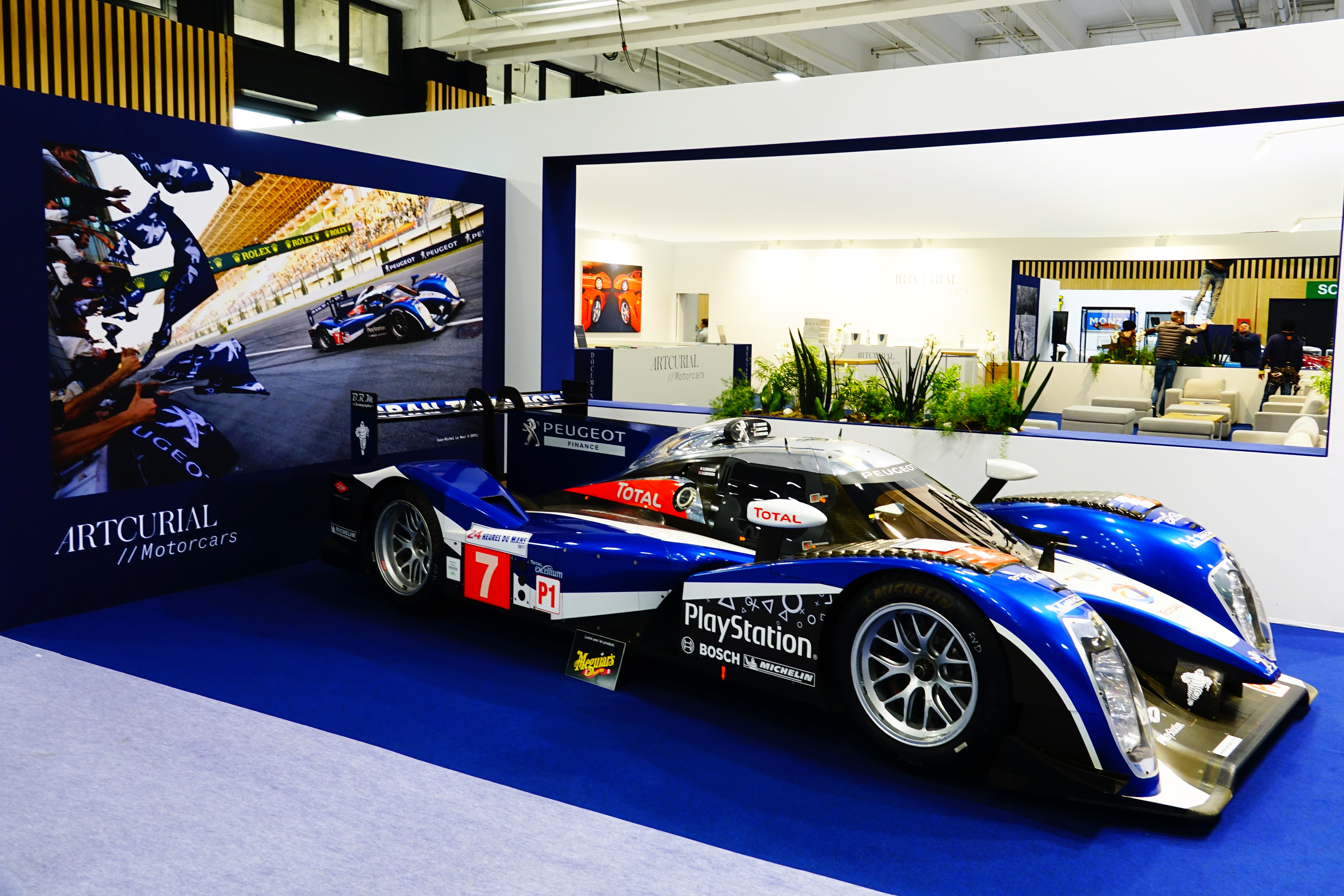
Peugeot 908 HDI V8
non adjugée

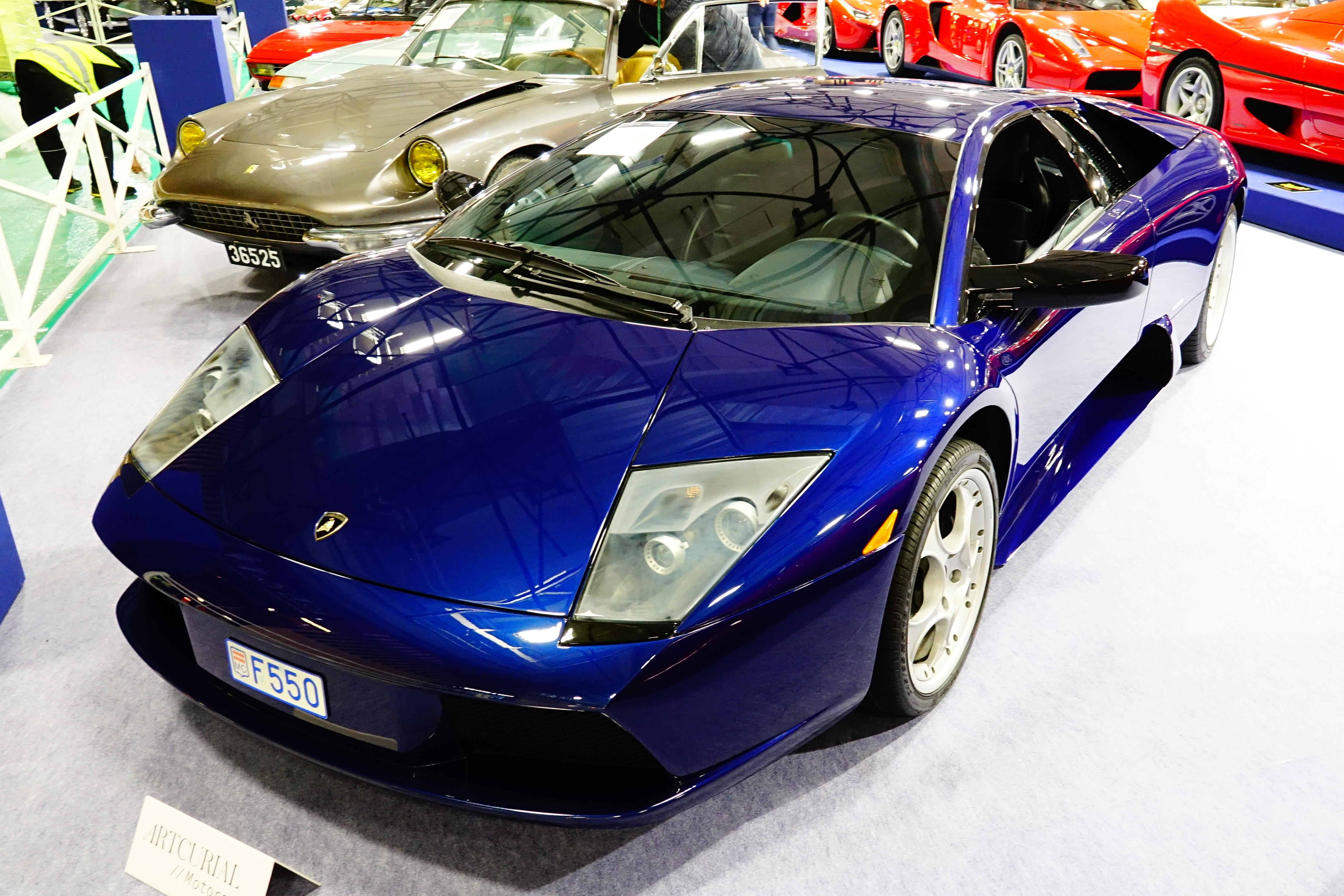
Lamborghini Murcielago

Deux ventes aux enchères ont lieu pendant le salon, la vente Rétromobile 2022 by Artcurial Motorcars consacrée aux voitures de collection et la seconde intitulée vente Flying / Racing / Yachting.

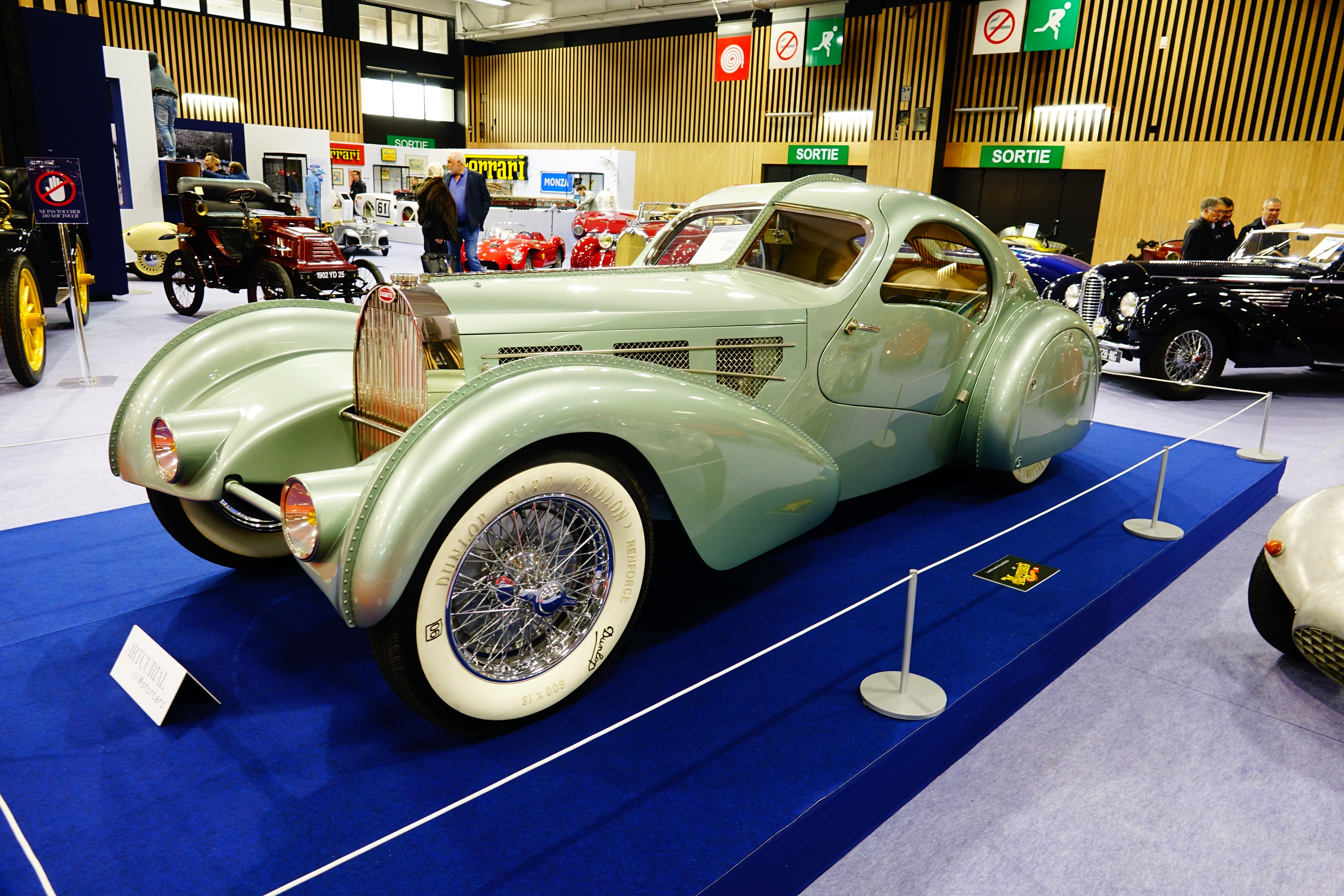
(1935) Bugatti Type 57, Carrosserie Réplique "Aérolithe"
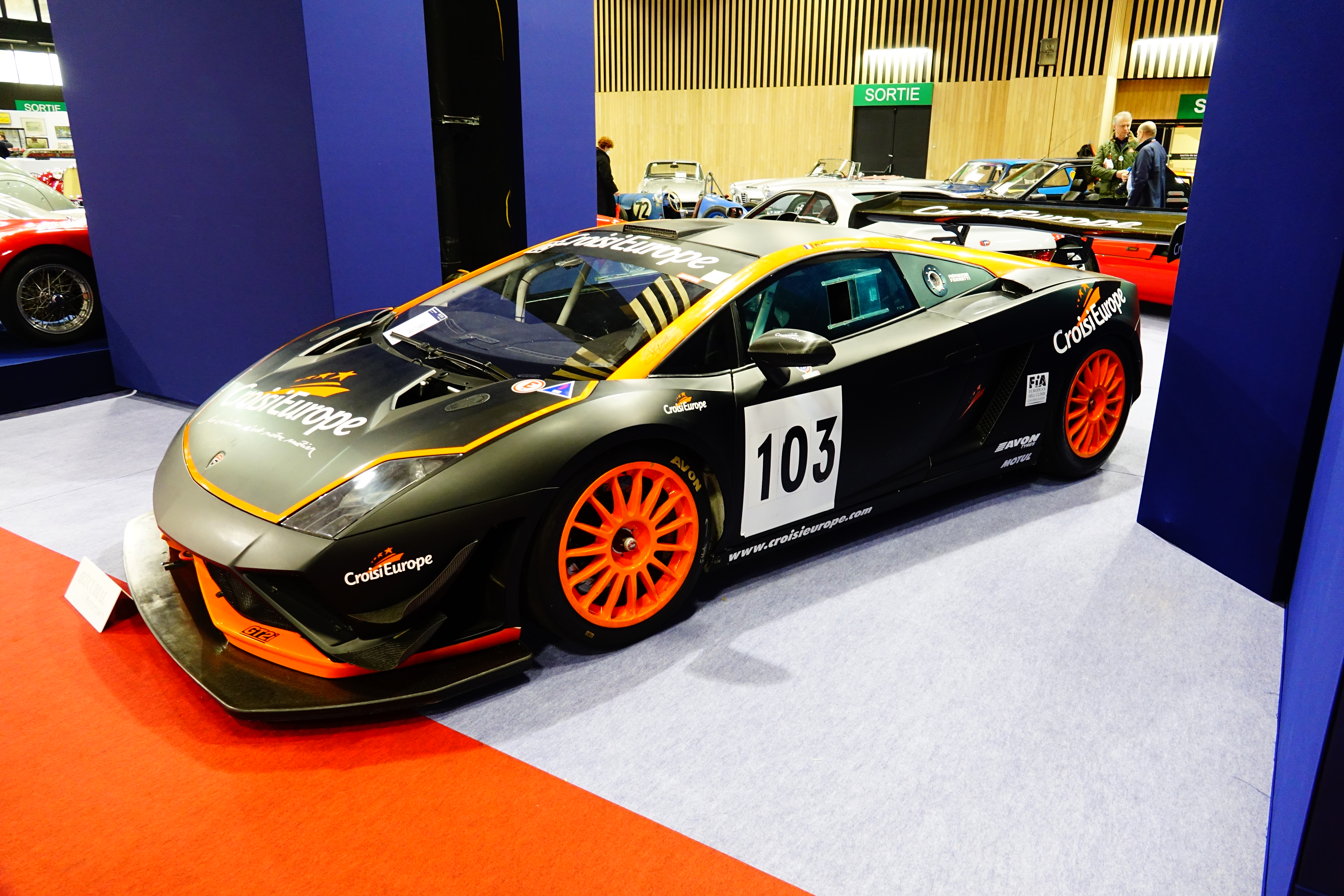
Lamborghini Gallardo GT3 FL2
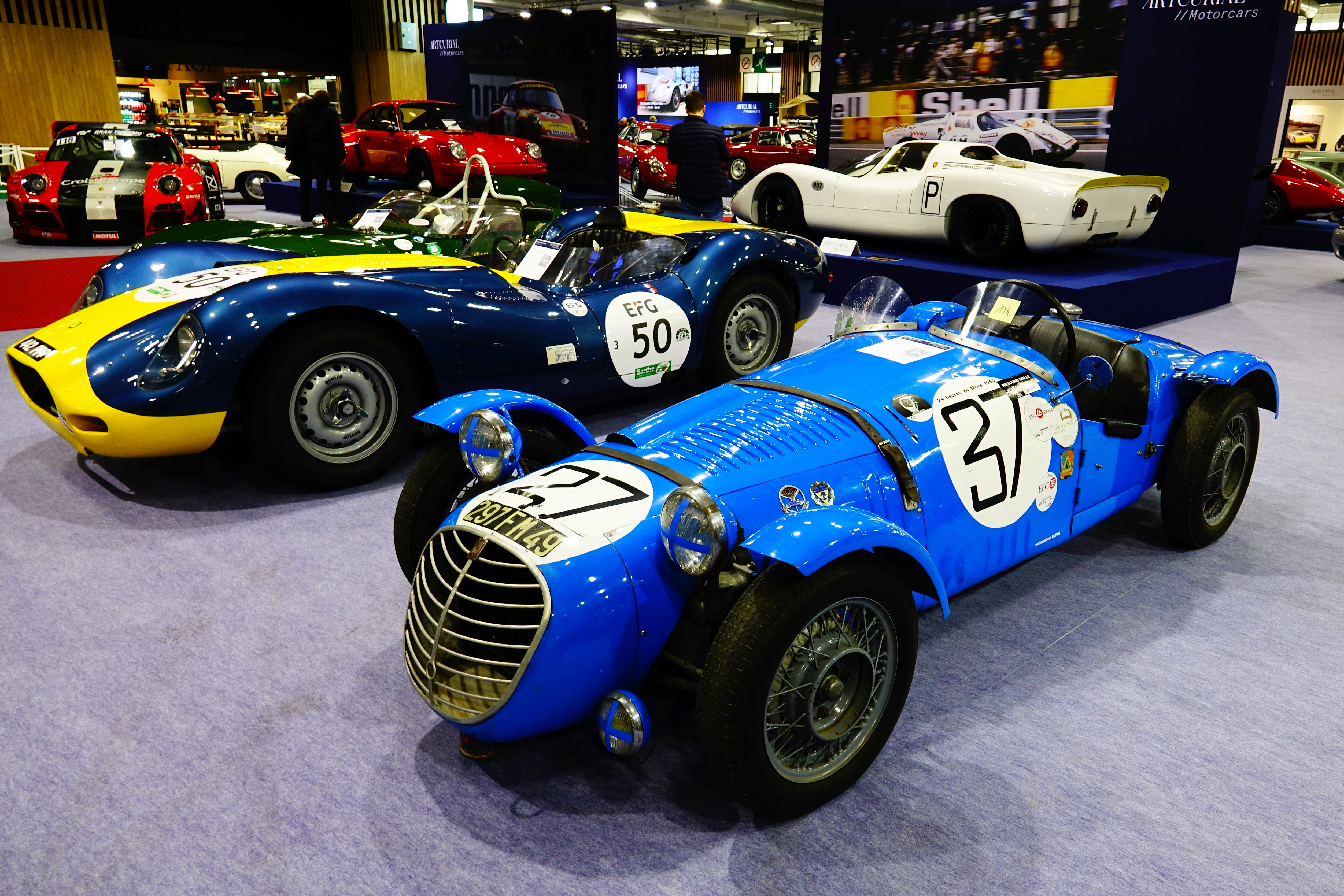
(1949) Fiat-Simca 1500 Spider Spéciale Le Mans 1950
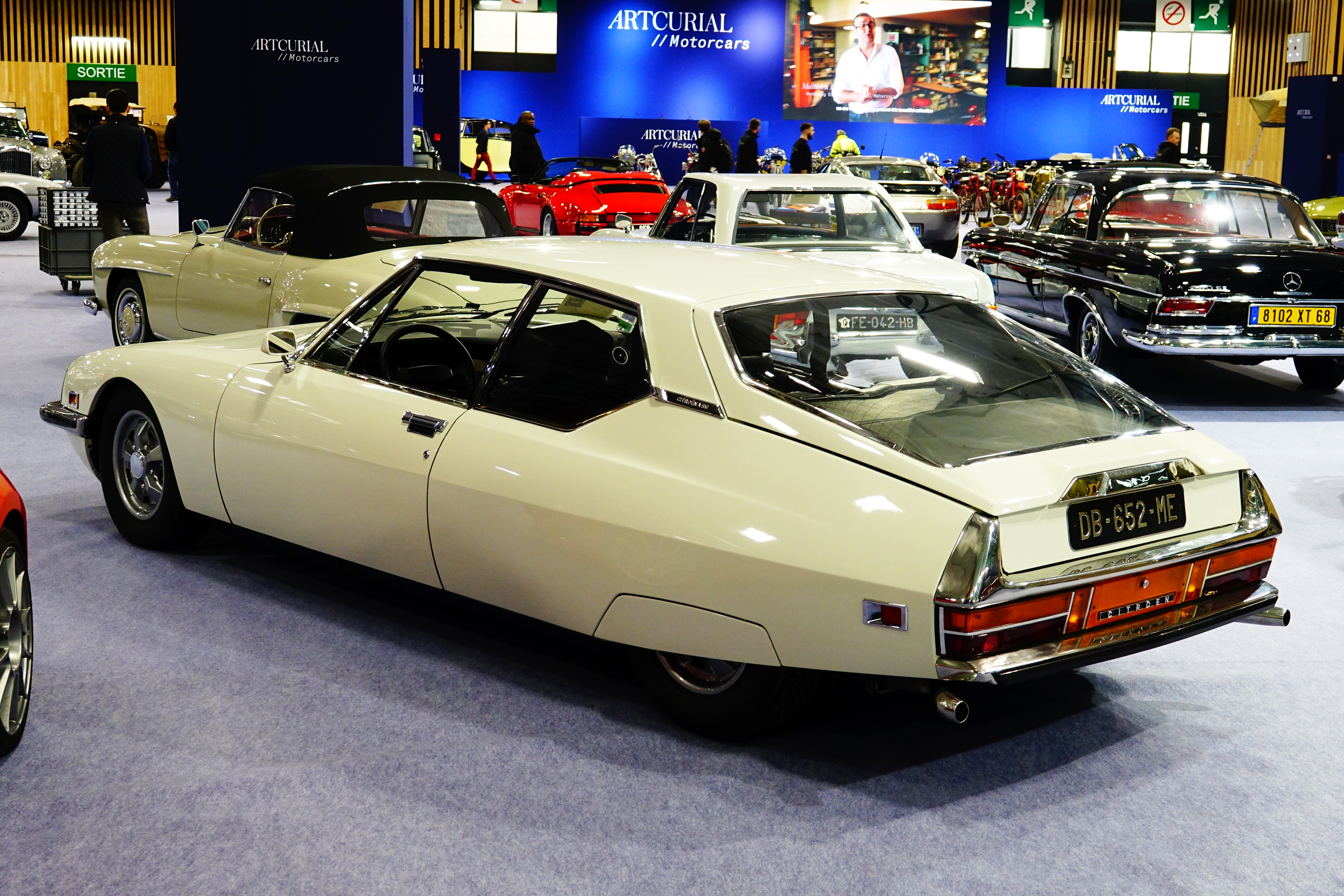
(1970) Citroën SM Prototype " Jacques Né "
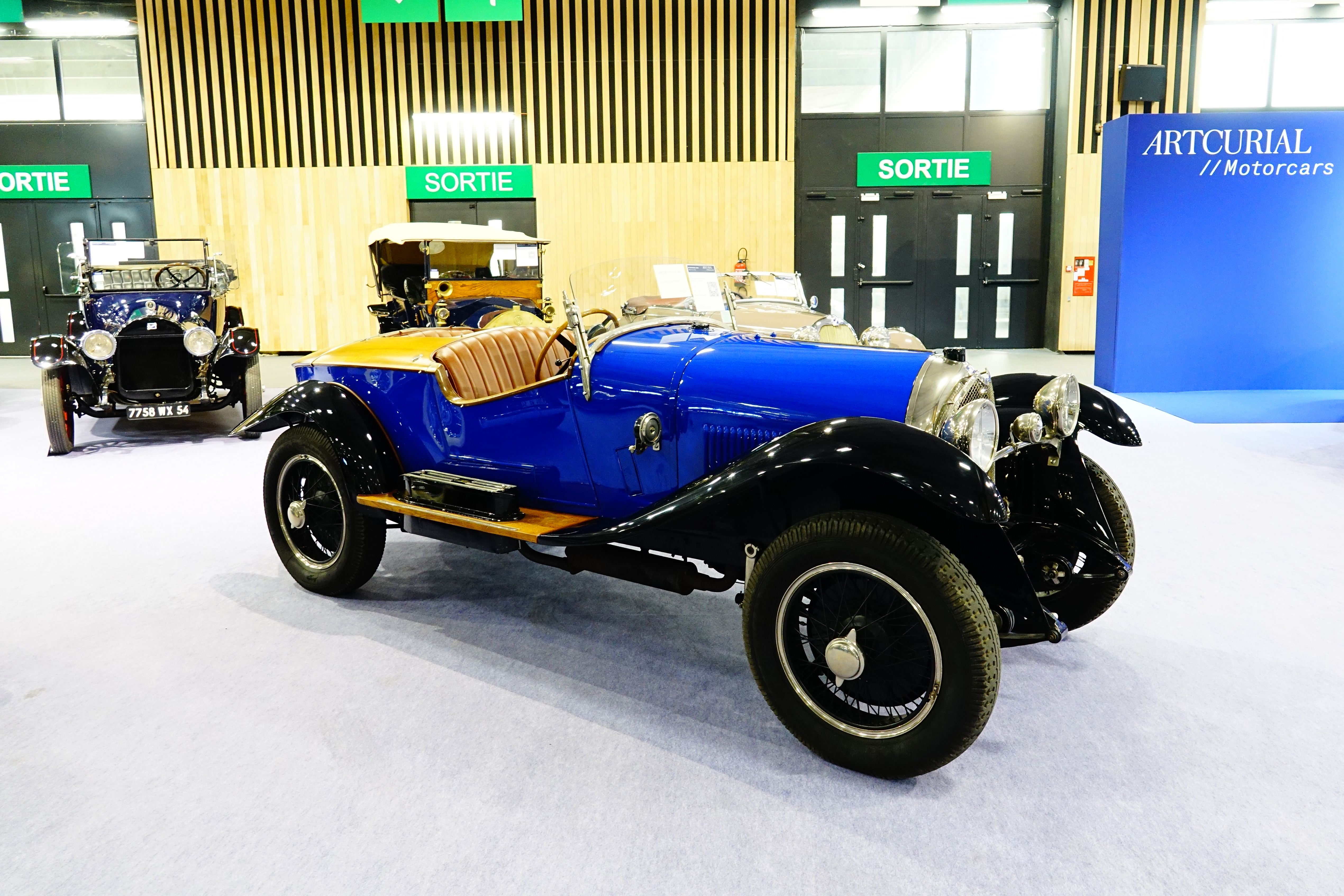
1926 Lorraine-Dietrich B3/6 Sport Skiff 3 places par Labourdette
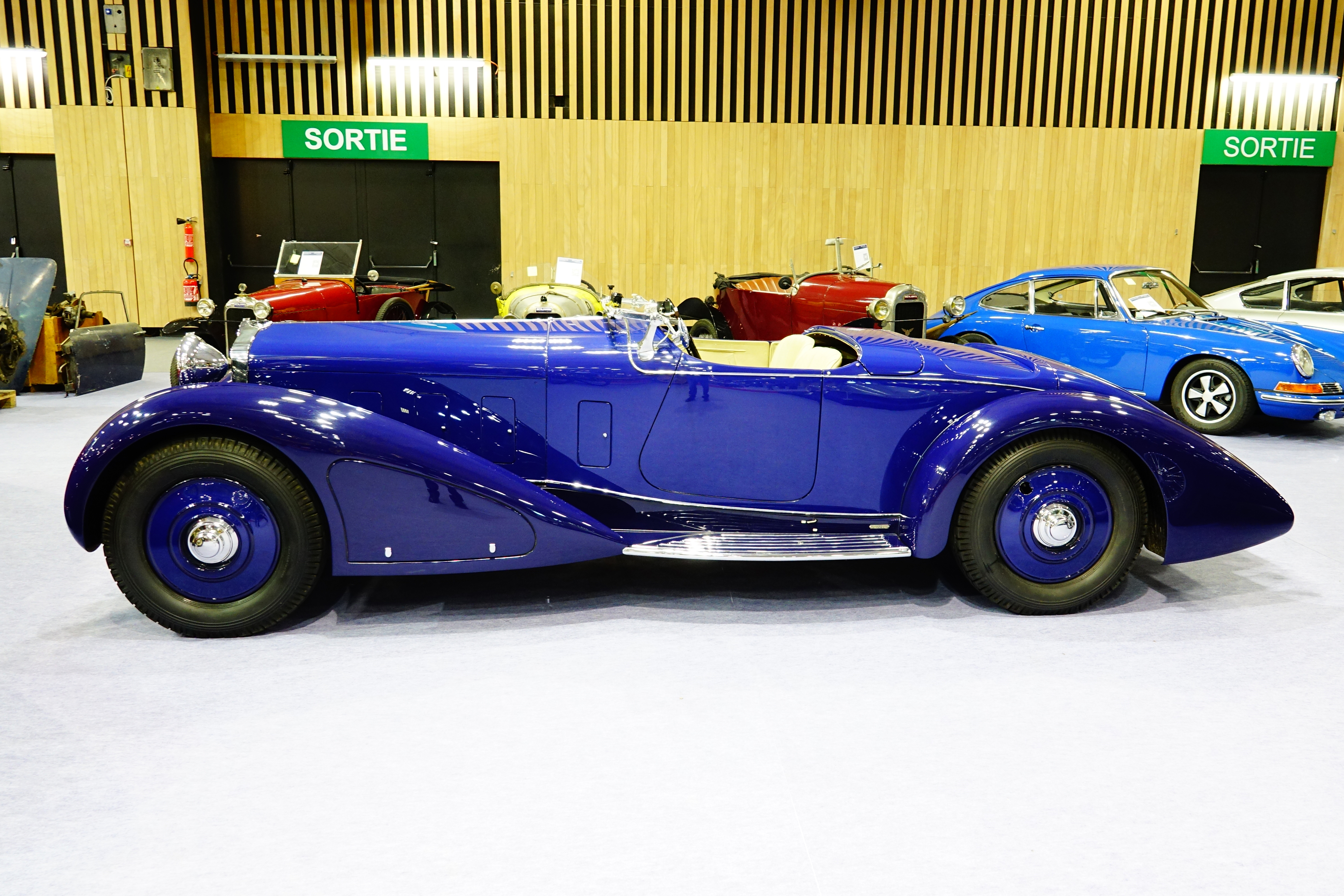
(1934) Delage D8S Roadster
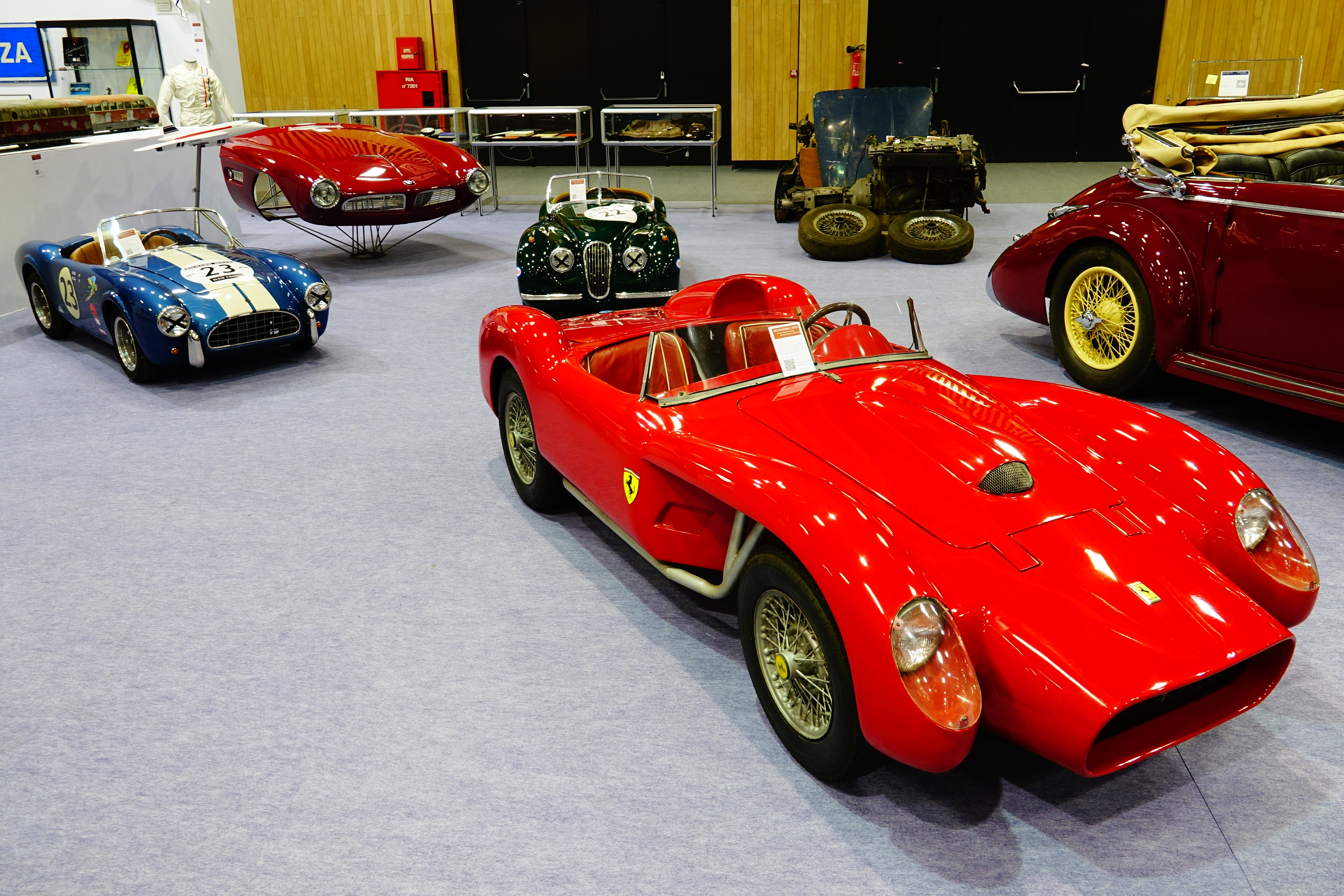

Lors de la vente aux enchères, on retrouve cinq Ferrari de la collection Léandri, comprenant une Ferrari 599 GTO, une Ferrari F40, une Ferrari F50, une Ferrari Enzo et une Ferrari LaFerrari.

Collection Léandri
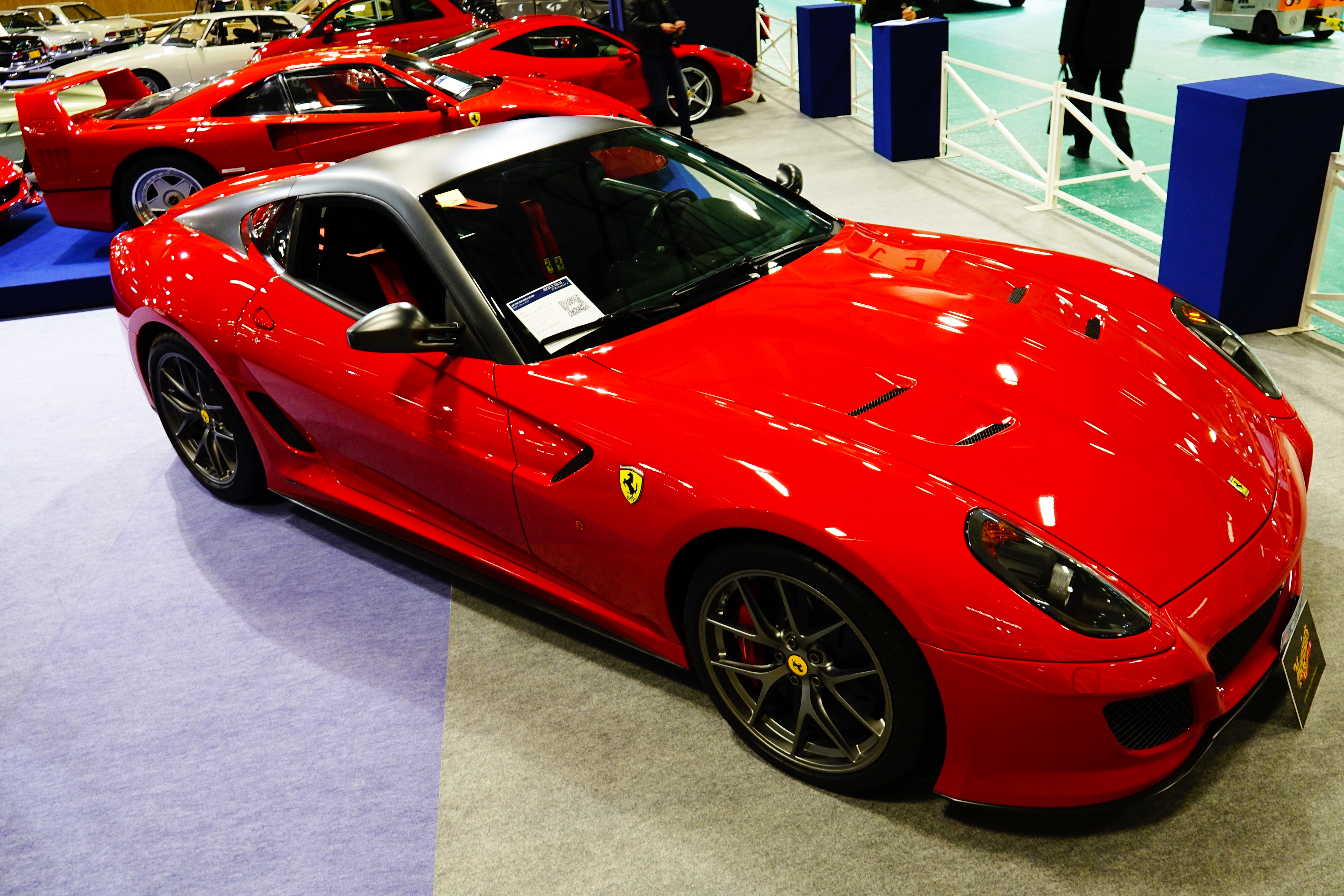
599 GTO F1
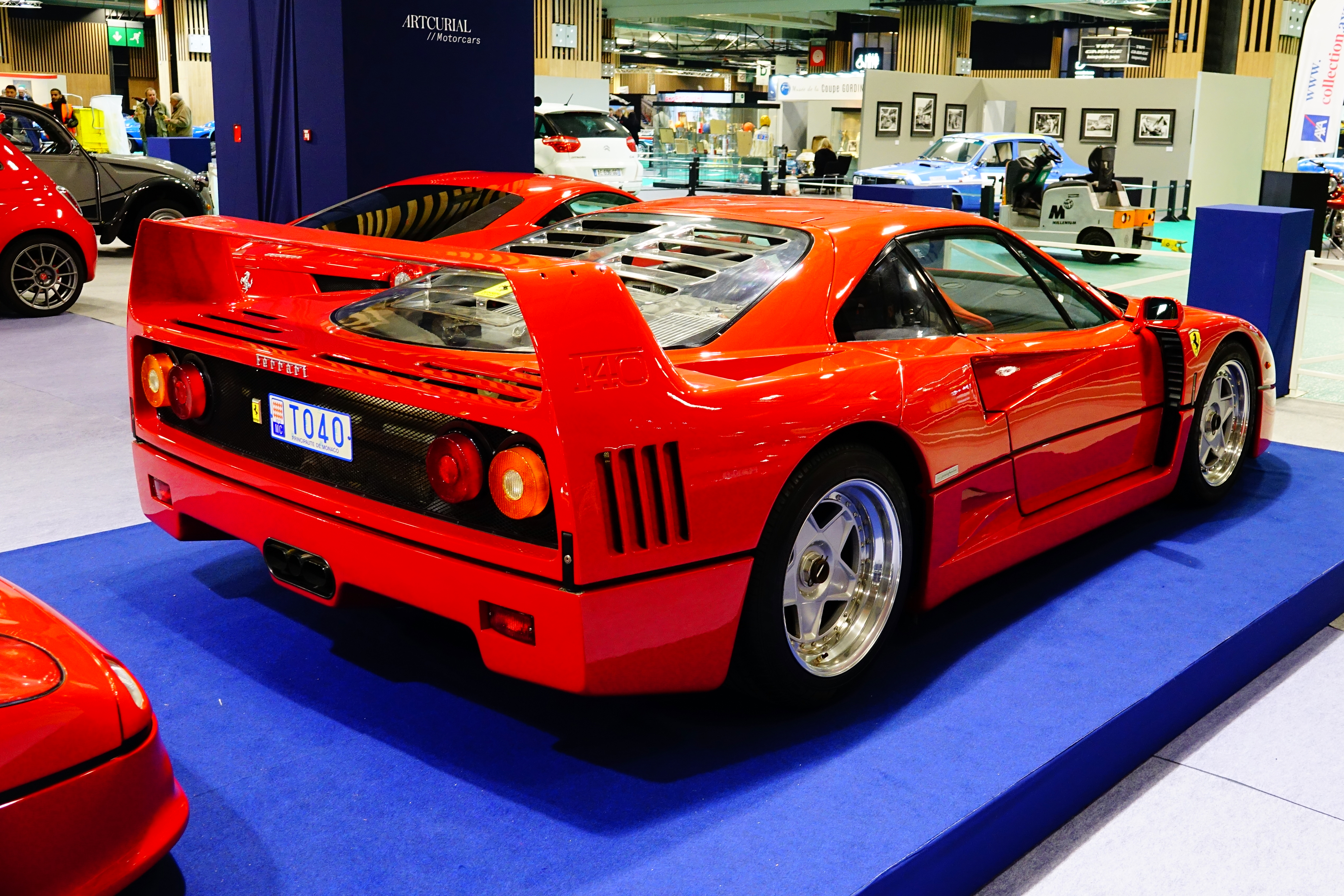
F40
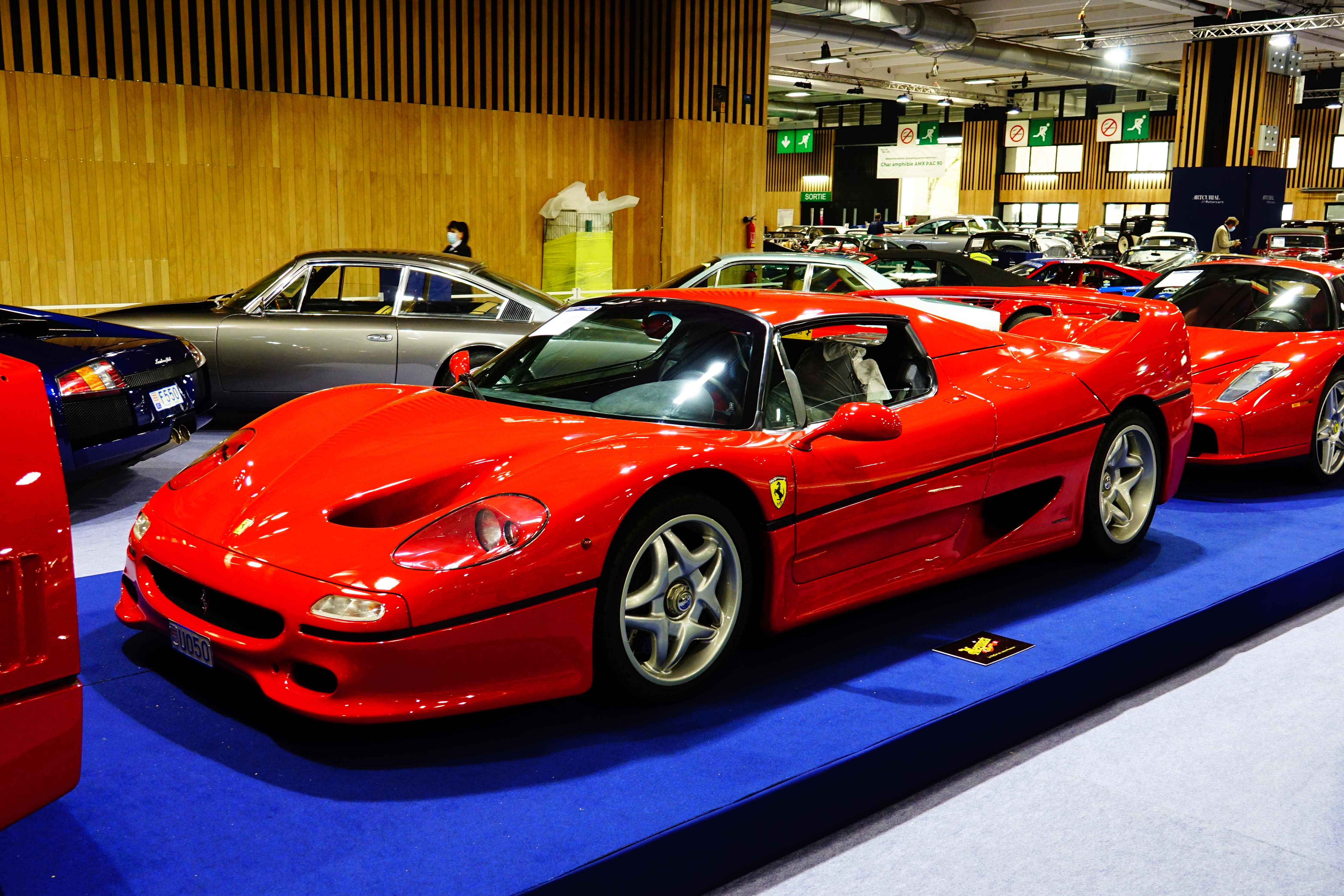
F50
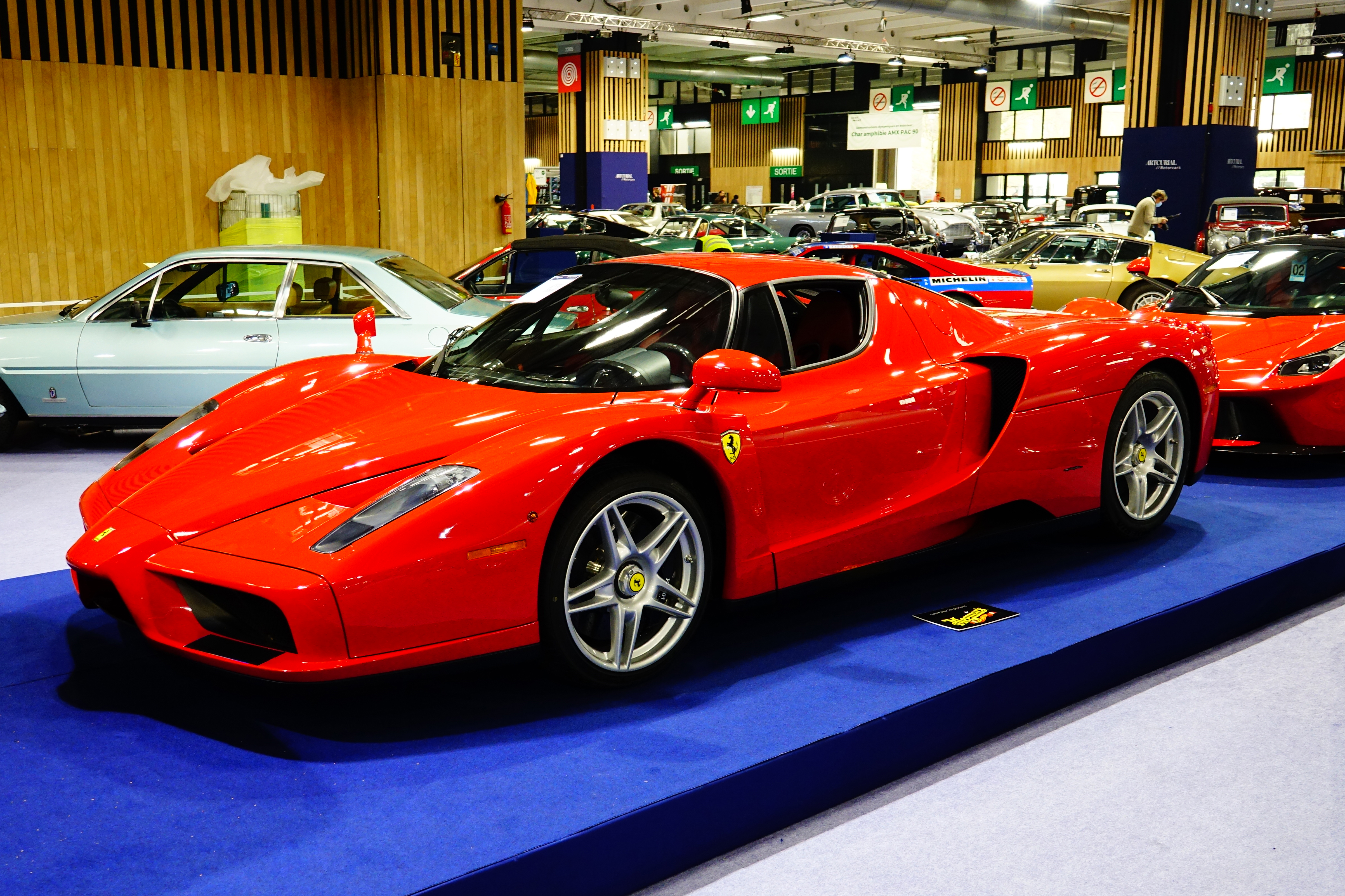
Enzo
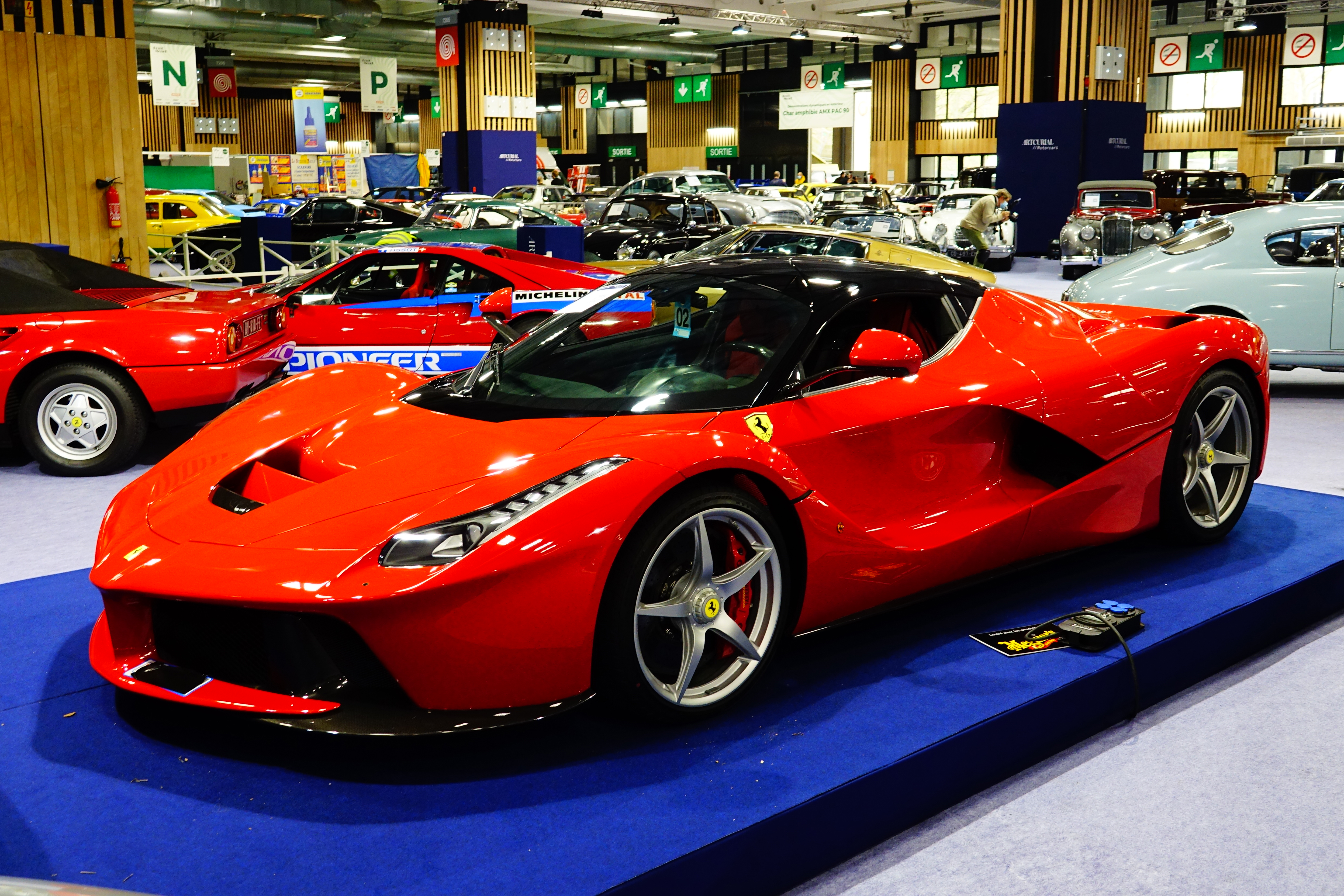
LaFerrari

| Modèle                                                     | Année | Adjudication (frais inclus) |
| ---------------------------------------------------------- | ----- | --------------------------- |
| Delage D8S Roadster                                        | 1934  | 429 120 €                   |
| Bugatti 35B Reconstruction par Ventoux Moteurs Engeneering | 1925  | 655 600 €                   |
| Gordini type 18S                                           | 1950  | 1 013 200 €                 |
| Fiat-Simca 1500 Spider Spéciale Le Mans 1950               | 1949  | 298 000 €                   |
| Bandini 750 Sport Internazionale Saponetta                 | 1957  | 637 720 €                   |
| Bugatti 37A ex-Jacques Dufilho                             | 1926  | 894 000 €                   |
| Ferrari F40                                                | 1989  | 2 102 400 €                 |
| Ferrari F50                                                | 1996  | 4 161 600 €                 |
| Ferrari Enzo                                               | 2003  | 2 846 000 €                 |
| Ferrari 599 GTO F1                                         | 2010  | 774 800 €                   |
| Ferrari LaFerrari                                          | 2013  | 2 714 440 €                 |
| Ferrari 458 Italia                                         | 2010  | 214 560 €                   |
| Lamborghini Murciélago                                     | 2003  | 250 320 €                   |
| Aston Martin DB5 par Carrozzeria Touring                   | 1963  | 834 400 €                   |
| Aston Martin DB4                                           | 1961  | 631 760 €                   |
| Harley-Davidson Softail Heritage 1340 " Laura Eyes "       | 1990  | 470 840 €                   |